# 日本成人遊戲
日本成人遊戲（日語：アダルトゲーム）又稱為18禁遊戲（日語：18禁ゲーム）、R18游戏（日語：R18ゲーム）、工口遊戲（日語：エロゲ）、H-Game、紳士遊戲等，是指於日本製作且禁止未成年人購買的成人電子遊戲。其中「工口」一詞來自日文假名，是將英语「erotic」转写成為片假名的简写，意即「色情」。日本的愛好者稱呼其為エロゲ正是因為這類遊戲必然包含性描寫。根據日本的風俗營業法及兒童福祉法，法例保障18歲以下的兒童免受色情資訊影響，故此這類遊戲的發行規定只能售賣予18歲或以上人士，因此這類遊戲又有名為18禁（成人）遊戲（英文為X-rated Game）。另外，日本人也稱呼這類遊戲為變態遊戲（日語：変態ゲーム）或性愛遊戲（日語：エッチゲーム或エッチゲー），這也是玩家稱之為H遊戲或H Game的源由（エッチ是H的假名化，可作hentai或性愛解釋）。由於Microsoft Windows作業平台以及個人電腦的普及，使得日本的成人遊戲曾經急速地發展。時至今日，絕大多數日本的成人遊戲，仍是以Microsoft Windows為主要作業平台。
日本成人遊戲主要對象是男性玩家，並主要使用動漫風格的美少女來擔當性幻想或虛擬女友的角色，因此也有人稱之為美少女遊戲或18禁美少女遊戲（以區別沒有露骨性愛描繪的美少女遊戲）。迄今，這類起源自日本的成人遊戲類型大多仍然只能在日本通行，只限日本發售，但歐美及亞洲地區都有愛好者自行製作的翻譯版流通，另外，也有不同地區的遊戲發行商正式與日本的成人遊戲開發商合作推出正式移植版。

## 概要

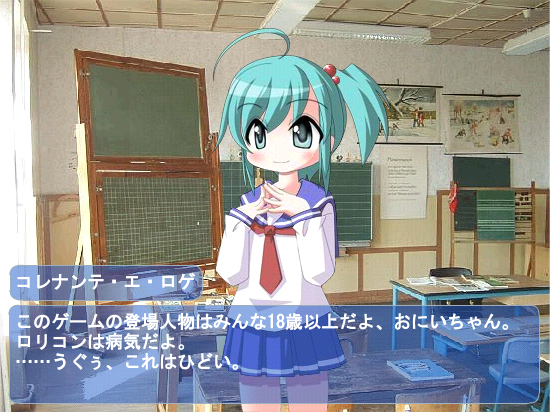
日本成人遊戲中常見的冒險遊戲畫面，由圖中中間人物的「站立圖」（立ち絵）、下面的文字框和說出對白的角色名稱、後面的背景組成。

由於受法例所限，這類色情遊戲只准售賣予18歲或以上人士，故此计算机软件伦理机构將這類遊戲稱為「R18遊戲」，不過一般人大多直稱其為「H-Game」或「18禁遊戲」等非正式名稱。由於這類遊戲的性幻想對象或虛擬女友幾乎全是動漫風格的美少女角色，故此日本玩家及開發商愛稱其為美少女遊戲（美少女ゲーム），然而因為「美少女遊戲」也涵蓋沒有露骨性愛描繪但同樣使用動漫風格美少女角色的遊戲，故此該詞的歧義可能會引起誤解。
雖然日本成人作品大多以成年男性為對象，然而在2000年前後，陸續出現了以女性為主要客戶對象的少女遊戲（乙女ゲーム）與BL遊戲，內容強調以角色的觀點呈現出男性之間的戀愛。不過由於這類少女遊戲通常不含18禁的內容，多是以正常戀愛成份的正太遊戲（ショタゲー）為主；因此實際上以女性為對象開發的成人遊戲相對較少，不過一些原本便開發男性為客戶對象的遊戲製作者，也往往會有開發女性客戶對象的遊戲子公司。另外日本成人遊戲中也有原先是全年齡對象的遊戲，在之後推出加上18禁內容的資料片，如於2001年由Alice Blue所發售的《王子殿下LV1》（王子さまLV1）。
在日本成人遊戲的類型上，遊戲多以冒險遊戲和視覺小說占了絕大多數，相比之下脫衣麻雀、養成遊戲、模擬遊戲、戰略遊戲、戰略角色扮演遊戲、動作遊戲與射擊遊戲則較為罕見。在其所呈現的視覺上，不同於絕大多數海外遊戲所強調的擬真立體電腦圖形，大部分為具動畫漫畫風格的二次元圖像，遊戲的進行一般是以靜止圖片為主；這一特點和ACG文化中的御宅族結合，成為御宅族文化的其中一種。此外，也有一些遊戲會添加動畫的元素。亦有少部分成人遊戲採三維的設計，例如由ILLUSION所推出的作品。另外也存在著由真人演出的成人遊戲，如1995年由白夜書房發售的《步美物語真人版》（あゆみちゃん物語実写版），但這類遊戲極為罕見。二次元圖像也可以輕易的做出現實中較為困難或需要高資金、高科技攝影技術的情景，例如觸手、獵奇等特殊的場面。
在成人遊戲的製作上，由於這些電子遊戲多以冒險遊戲和視覺小說為主，使得日本成人遊戲不需要購買昂貴的遊戲引擎許可，或者是獨自開發專用的遊戲引擎；在不需要特別深奧的技術之下，一些開發者只要使用一般的家用電腦便可製作出一部作品，更甚者已經成功研製出個人電腦使用的通用軟體開發套件。而這些遊戲的劇本、CG、程式編寫、音樂、聲優、廣告和企劃的經費通常需要約數百萬日圓，使得日本成人遊戲的價格平均由3000日圓至8000日圓不等，通常售出1000套便能收回遊戲開發的成本。不過雖然日本成人遊戲成為御宅次文化的重要一環，使得可以用來開發遊戲的資金與資源愈來愈豐富，但相對來說政府也開始對遊戲展開更嚴格的監管，要求遊戲開發的企畫書本身並不能包含直接的性行為企畫，這些迫使得一些經典代表成人作品改為強調包括「萌」、「感動」、「懷舊」等浪漫風格。
日本成人遊戲在銷售倫理管制上，除了政府要求製作者自己的自主規制，以及《青少年保護育成條例》等法律上的管束外，其他還包括有電腦軟體倫理機構（EOCS）、電腦娛樂供應商協會（CESA）、日本娛樂電子工業協會（JAMMA）、映畫倫理委員會（EIRIN）等機構的管理，其中又以计算机软件伦理机构為主要的監管組織。這些作為除了管控了一些遊戲的內容外，並強制各個開發廠商為遊戲標示限制註明，同時銷售商也禁止向未滿18歲的人士提供這些成人遊戲。

## 歷史

### 開創初期（1980年代）
微軟的個人電腦風行世界前，日本的HUDSON在1981年發售了一款適用於SHARP的MZ-80K/C使用的遊戲組合，其中包含一款名叫「野球拳」的脫衣遊戲，此遊戲被認為是最早涉及色情描繪的公開發售遊戲。
1980年代時，日本國內開始將日本電氣股份有限公司獨立開發的PC-98，成為逐漸擴展的個人電腦中的主要品牌。許多個人電腦製造廠商與軟體開發商為擴大市場規模，而投入各式電子遊戲的製作，這其中也包括有提供已成年民眾遊玩的成人遊戲。
1982-83年，日本光榮公司、九十九電機、PSK及CSK相繼發售包含性愛描寫的遊戲，正式開展圍繞性愛來創作的遊戲生產歷史。
然而初期遊戲的玩法和1990年代後期才定型的一般成人遊戲相差甚遠，這一時期玩家需要以鍵盤輸入指令操作，而圖像也以寫實風格為主。這時期電腦也僅只能觀看電腦8種顏色所組成的圖像，而不是之後發展出來的16色以上的顏色色彩。受到當時不成熟的點陣圖技術影響，使得遊戲無論是以動畫或者是線條畫，還是攝影所拍出的照片都無法有好的呈現效果。因此這時期成人遊戲中的圖形只是陪襯之用，主要用於煽動的方法則是由相關的文字敘述和一些聲音來引發性刺激的感受。
同時在當時日本社會中，對於「性」這一類主題仍將其視為「隱晦」的內容，也因此雖然軟體產商會為了玩家的潛在需求而加入18禁的要素，但是這類內容並不會於軟體銷售時公開宣傳。因此包括艾尼克斯與九十九電機都曾投入開發銷售這類以情色為主要內容的遊戲，並獲得一定的發展；1983年時，這類公司總便在日本一共推出了超過10款成人遊戲。同時，包括AliceSoft與F&C這類專門開發並銷售成人遊戲的遊戲廠商也紛紛出現。
到了1985年，JAST發售的《天使們的午後》奠定了後來此類遊戲的方向，被稱為冒險形式的色情成人遊戲始祖。《天使們的午後》初次正式在成人遊戲加入冒險遊戲的元素，圖像則採用了動漫的風格，正式定下了以後日本成人遊戲流行的遊戲類型。不過在這類冒險類型的成人遊戲流行之前，絕大多數的18禁作品仍多重視其與眾不同的遊戲性質，而不是如同一般遊戲類型的冒險玩法或者是視覺小說，如1988年由ASCII發售的《Chaos Angels》和1989年由élf發售的《龍騎士》這一類的角色扮演遊戲。這時期的成人遊戲仍多有GAME OVER的設定，且儘管標榜每個人都有各自不同的劇情，但其在遊戲呈現上往往會重複同一台詞。
直到今日，許多當時開發成人遊戲的遊戲廠商已轉型為完全避開色情成人內容的遊戲開發公司，如光榮、史克威爾艾尼克斯、GAINAX等遊戲公司。而到了現在被稱為老鋪的成人遊戲製作商包括élf、Alice Soft、F&C等公司也是在這一年代創立，其中Alice Soft至今仍然每年有推出新的色情成人遊戲。這時遊戲大部分以PC-98系列電腦為平台，一套成人遊戲的大小由數MB至數十MB不等。
同一時期，以「野球拳」的概念加以發想而出現的脫衣麻雀也開始風靡日本。脫衣麻將最早是在1983年，由日本物產所開發的遊戲加以發展而來。典型的脫衣麻雀遊戲方式為當玩家勝利後，作為對手的女性角色將會脫去衣服，之後也發展出包括脫衣撲克牌、脫衣花札等類似的脫衣遊戲。最早這類電子遊戲是強調玩家所感受的娛樂性，而裸體的圖像則是作為遊戲的陪襯用；但到了在1980年代中後期，開發廠商開始重視這類遊戲的圖像畫質，甚至開始為遊戲加入動畫。很快的，脫衣麻將這類型遊戲街機便風靡於日本各電子遊樂場，吸引了一定的客戶群。
這時期日本社會對於色情媒體的出現，有「一定程度上的刻意忽視」。而針對遊戲廠商的開發規範並不存在，遊戲中的色情內容多是由自家開發公司自由裁量。但到了1986年，草川昭三於日本國會中提到dB-SOFT發售的遊戲《177》公然違反日本刑法第177條的強姦罪，這使得日本成人遊戲開始受到質疑。1988年又發生了宮崎勤事件，四名女童陸續遭到綁架並加以殺害之，使得社會大眾開始對這類成人作品要求審查，並對相關的成人遊戲產生了眾多的批評。

### 1990年代初期
1988年到1991年間，16位元的電腦相關技術已開始成熟。在硬體方面，日本個人電腦市場中以PC-9801系列最為暢銷。自1986年PC-9801VM21個人電腦正式銷售後，日本電氣股份有限公司不斷對圖形呈現、聲音效果與儲存能力進行性能上的改進，而在方便性與操作性也更加進步。也由於電腦在圖像、效果音和遊戲性能上較過去更為進步，且作業系統開始支援掃描器與繪圖軟體的使用，這些都讓遊戲開發廠商在製作遊戲時所必需花費的器材金額開始下降。
相對於先前的日本成人遊戲，這時期的18禁遊戲發展迅速，同時對於遊戲內容開始趨於激進。同時期，陸續發生了許多年輕人前往遊戲販賣店偷竊這類成人遊戲，也因此許多開發成人遊戲的廠商遭到許多輿論批評。到了1991年，因一名男中學生竊盜《沙織 -美少女們的貴府-》這款遊戲使得「沙織事件」爆發，11月時京都府警察以販賣具有猥褻圖畫像為由將相關遊戲加以回收。這事件也直接引發遊戲業界自身的自主規制，決定創立成人遊戲行業的自律組織；到了1992年日本成立了電腦軟體倫理機構，負責管制成人遊戲內容的限界。
在這背景之下，1991年由GAINAX推出的《美少女夢工場》和1992年由Japan Home Video推出的《卒業 ～Graduation～》，分別成了當時兩套大受歡迎的非18禁美少女遊戲，而當中養成遊戲的新遊戲題材也為以後的日本成人遊戲定下了另一流行的類型。另外這兩款遊戲的發售，也奠定遊戲已如同漫畫的CG圖片，來表現遊戲中出現的女角色。
1992年12月，élf發售了戀愛冒險遊戲《同級生》，並暢銷售出10萬套以上，並被認為是一款正式確立成人遊戲其在戀愛遊戲類型的作品。該款遊戲除了作為主軸的戀愛冒險遊戲，還成功嘗試結合了模擬遊戲。由於其在遊戲劇情的評價還比情色的內容還要來得高，推翻了過去成人戀愛遊戲給予玩家的印象。
雖然《同級生》屬於18禁的成人遊戲，但是其對於遊戲市場上仍有許多的影響。1994年由科樂美推出的《純愛手札 〜forever with you〜》，成了第一款全年齡取向的美少女遊戲。這也使得遊戲市場上，越來越多人認為成人遊戲與一般戀愛遊戲只有一線之隔，其中日本成人遊戲特別添加了性愛場景。

### 1990年代中期
這一時期，日本的電腦市場開始自PC-9801系列個人電腦，轉換成為IBM PC兼容機的「開放標準」；而電腦的操作系统也自過去DOS系統，改採用以圖形使用者介面為主的Windows系統。這也讓許多成人遊戲開始除了嘗試各種類型的玩法外，也開始投入各式電子遊樂器銷售。最早如1992年由CHUNSOFT開發的音聲小說《弟切草》，便是運作於超級任天堂之上。這時期的遊戲還嘗試利用其他方式來儲存遊戲程式，例如於超級任天堂卡匣中儲存運作的《SM調教師瞳》等遊戲。此外也有如SILKY'S於1993年發售的《河原崎家一族》（河原崎家の一族）一般，將遊戲故事延伸包括成人動畫與成人影片等媒體上。
這時期主要遊戲開發廠商分別為élf與Alice Soft，兩家遊戲公司相互發展競爭，甚至當時還有「東elf、西Alice Soft」（東のエルフ、西のアリスソフト）的成句。如1994年elf推出了角色扮演遊戲《龍騎士4》，Alice Soft則推出《鬥神都市2》（闘神都市2）；1995年時，elf推出了驚悚遊戲《遺作》，Alice Soft則推出冒險遊戲《夢幻泡影》；1996年時，élf推出了冒險遊戲《YU-NO 在這世界盡頭詠唱愛的少女》，而Alice Soft則推角色扮演遊戲兼戰略遊戲《鬼畜王蘭斯》。
雖然各類型風格的成人遊戲相繼出現，然而強調愛情故事的成人遊戲更加受到一般玩家的歡迎。1994年時，作為《同級生》的續作《同級生2》正式發售，同樣大受遊戲玩家們的歡迎。《同級生2》相較於當時其他的遊戲，主要是藉由性愛場景來強化戀愛劇情的張力。同時透過大量插畫來呈現遊戲劇情，也漸漸成為日本成人遊戲的趨勢。

### 1990年代末期
1995年，伴隨著Windows 95的銷售與電腦科技的進步，使得一般民眾能在較之前更加低廉的金額之下購買到個人電腦。由於技術的進步，使得電腦較過去有著更高容量的儲存運轉能力，同時在影像與聲音呈現上也有顯著的改善。在銷售倫理管制方面，日本國會於1999年制定了與兒童色情相關的法律，政府此時期開始加強了對成人色情產業的監管，這些迫使了遊戲廠商得為此作出改變。而在社會發展方面，由於《美少女戰士》、《新世紀福音戰士》與《庫洛魔法使》等電視動畫的播出，開始出現了一批喜愛動漫畫的「御宅族」客戶群，並為此讓日本成人遊戲擁有一穩定的客源。在新聞媒體積極地發揮作用之下，創造了御宅族文化一詞。
1996年，Cocktail Soft發售了《歡迎來到Pia Carrot!!》，內容主要圍繞打扮成餐廳女服務生的戀愛故事。《歡迎來到Pia Carrot!!》其遊戲系統如同《純愛手札》的簡易版，遊戲內容更加強調宛如可能真實發生的愛情故事，同時與性愛場景相比更加強調漂亮的遊戲角色。1997年Cocktail Soft公司再次發表續作《歡迎來到Pia Carrot!!2》，同樣也受到大眾的歡迎，總共銷售出近10萬套遊戲。隨著《歡迎來到Pia Carrot!!》遊戲大量的推廣，使得這也幾乎成為了日本秋葉原御宅族文化的代名詞，同時也是當地特色店鋪女僕咖啡廳以及角色扮演餐廳的源點。
這一時期日本成人遊戲開始出現「視覺小說」形式的遊戲，開拓了冒險遊戲以外的另一種主流遊戲類型。相較於戀愛冒險遊戲，這類視覺小說更加注重玩家對文字的感受，同時也強調對音樂與圖像的呈現。最早以視覺小說型式呈現的遊戲為CHUNSOFT所開發的《弟切草》，而1996年Leaf所發售《雫》成為了第一款正式以視覺小說呈現的遊戲，並在不久又推出了另一款同類型遊戲《痕》。同一年時，戲畫發售第一次在成人遊戲中加入主題曲的《HARLEMBLADE ～The Greatest of All Time.～》。雖然這時期網際網路的發展才剛開始，但在線上服務提供者（Online service provider）與玩家間口口相傳之下，視覺小說成了僅次於戀愛冒險遊戲的一大類型。1997年《To Heart》正式發售，並被認為是一款內容夾在戀愛遊戲與18禁遊戲之間的遊戲；同時也首次有規畫的進行跨媒體製作，從家庭遊戲移至到動畫與漫畫上。《To Heart》還成功打造出分類細緻的女主角群，在開發之時創造了包括青梅竹馬、無口與外國人等等針對女主角的設定。
1998年時，Leaf開始注重不一樣的遊戲劇情其鋪程發展，並於該年由轄下公司Tactics（當時的參與製作的員工多是現在Key的工作人員）發售了重視故事性的《ONE～光輝的季節～》，其令人感動落淚的劇情獲得大量玩家歡迎，而高質素的遊戲音樂亦引起其後同類型遊戲對音樂的重視。這樣類型的遊戲隨著Visual Art's部分員工轉往Key之後更為多樣，這類型擁有容易令人感動至落淚的故事的遊戲，包括於Key於1999年10月發售的《Kanon》、於2000年發售的《AIR》，以及D.O.所發售的《加奈 ～妹妹～》等，這些作品開拓了另一種新類型的「泣遊戲」出現。部分玩家認為這類作品就算沒有性描寫一樣可以大賣，甚至沒有的話可能會更加完美。受到這些想法的影響，成人遊戲開始有重視故事性而忽略本身色情內容的傾向。
《歡迎來到Pia Carrot!!》、《To Heart》與《Kanon》成了這一時期三大熱賣的遊戲，引起社會上的熱烈討論。同時在Comic Market出現了許多同人作品與Cosplay玩家，也引起了部分女性玩家對這些作品的關注。日本成人遊戲成為了在色情行業之中一個獨特的存在，並且也成為了遊戲行業之中的一款受到大眾喜愛的主流類別。
到了1998年，《同級生2》的成年向OVA版於當年7月至8月間，把原本含有18禁內容的情景刪去後於電視播放，成了第一款改編動畫在電視出現的成人遊戲作品。在1999年, 《To Heart》的動畫版更索性企劃為全年齡向的電視動畫, 完全不在故事中加插任何18禁內容, 結果也大受歡迎. 《To Heart》動畫版的成功, 令更多成人遊戲商傾向把旗下作品改編為電視動畫.

### 2000年代初期
2000年代初期開始，許多日本成人遊戲開始為其遊戲角色推出漫畫版本的故事，甚至還為遊戲音樂推出專輯來銷售；而在2002年時，成人遊戲界出現了第一部改編成的劇場版遊戲，也就是先前大受歡迎的《歡迎來到Pia Carrot!!3 -沙耶香的戀物語-》（Pia♥キャロットへようこそ!! -さやかの恋物語-）。
在2000年冬季的同人誌即賣會Comic Market上，由TYPE-MOON發售的同人成人遊戲《月姬》，其銷售程度可比上正式的成人遊戲製作公司，被稱為當時同人遊戲界的奇跡。其後TYPE-MOON更展開商業化，2004年該公司第一套商業性遊戲《Fate/stay night》亦在發售當年賣出14萬套以上，不過其中遊戲廠商所安排的成人情節「服務」引起了正反兩面的評論。TYPE-MOON的成功也直接引發不少同人團體進行商業化，例如於2002年由07th Expansion所發售的一般向遊戲《暮蟬悲鳴時》也受到大眾的歡迎。
有如「泣遊戲」的相對一般，2000年代初期開始出現劇情容易令人抑鬱悲傷、或者有殘酷描寫的遊戲，這些甚至可令人留下深刻印象的遊戲被稱為「鬱遊戲」（鬱ゲー），2001年由âge發售的《你所期望的永遠》成為第一款這類代表作品，遊戲中特別強調了三角關係之間的矛盾。其他類似代表作品還有2003年由FlyingShine所發售的《CROSS†CHANNEL》，以及於2005年由Overflow發售的《School Days》。其中Overflow銷售的《School Days》採用了綜合電子遊戲中，罕見的全動畫呈現形式。而在2003年時，美蕾推出了第一款標榜女性向的作品《星之王女》（星の王女），專門針對女性玩家市場銷售。
成立已久的遊戲製造商élf則開始嘗試推出具凌辱以及鬼畜類型的遊戲，包括1998年的《臭作》與2001年的《鬼作》，強調推出不同於一般遊戲純愛觀點的內容。另外elf還有與輕小說作家赤掘悟（あかほりさとる）合作，所推出的跨媒體作品《萊姆色戰奇譚》。另一家老牌公司AliceSoft則推出強調遊戲性與性愛內容結合的作品，這些包括2001年推出的《大惡司》、2004年推出的《蘭斯Ⅵ -傑斯崩壞-》。另外AliceSoft也開始不同於一般公司的做法，推出了低成本的成人遊戲作品，甚至讓這些遊戲的建議售價降至2800日圓左右。
由於對於成人遊戲中內容的嚴格審查，使得遊戲開發廠商開始位遊戲中的女性角色設定成為表姐妺、青梅竹馬與表親（多為表妹居多），藉此來迴避相關的法規與倫理限制。包括2001年由貓貓軟體推出的《水色》（みずいろ），以及2002年由CIRCUS所發售的《初音島》等遊戲，都有這類作法的出現。
相對冒險遊戲和視覺小說的流行，脫衣麻雀這類成人作品開始衰退。現在市面上已不常見到脫衣麻雀的街機，一些較有名的脫衣麻雀製作公司JALECO、SETA、V-SYSTEM亦不再製作。脫衣麻雀的遊戲多存在在電腦遊戲上，但多是為舊遊戲作品中的角色而推出的Fan disc，如elf推出的《elf All Stars脫衣雀》系列和貓貓軟件推出的《麻雀》；不過偶爾仍會有一些全新內容的脫衣麻將作品發行，包括Leaf於2006年發售的《Fullani》等。
另外亦開始有製作商留意到日本以外的市場，如姬屋軟件開拓了已有發展一定程度的美國市場，而Studio e.go!、TGL與PULLTOP等遊戲公司則發展大中華地區。除了開始向日本海外開拓市場的遊戲開發廠商外，也有一些公司專門翻譯日本的成人遊戲，如台灣的未來數位，然而在外銷海外市場時往往有部分遊戲會刪掉18禁的內容來發售。

### 2000年代中期
在1998年開始到2000年，每年發售的成人遊戲數量由100套至200套之間，急速升至平均每年約500套並穩定了下來。而隨著網際網路的普便化與實用化，攘玩家可以透過線上購買下載來取得遊戲，如2004年時總計售出近2萬套的成人遊戲，到了2005年時則快速增加至17萬套左右。這類下載遊戲的型式出現，成功讓世界各地的玩家更方便取得於日本發售的成人遊戲。另外遊戲公司為了宣傳遊戲，不斷對外進行各式各樣的宣傳活動，甚至使用新興的線上影片分享網站來加以推廣。而隨著在網路論壇2ch中發生的《電車男》故事，使得出現於秋葉原的角色扮演餐廳以及御宅族文化受到注目，這也一度讓日本成人遊戲成為大眾關注的焦點。
儘管如此，受到各式多媒體的出現影響也讓一些遊戲廠商難以繼續維持下去，例如在2005年時貓貓軟體宣布暫時不會發布新作品，處於休眠狀態；而2006年時，從一般遊戲轉往至成人遊戲的遊戲公司KID甚至宣布破產，這為遊戲業界帶來了一股震撼。此外在2005年時，由內閣府特命擔當大臣野田聖子為首召開了「成人動畫和少女遊戲製造以及銷售研究小組」（少女アダルトアニメ及び同シミュレーションゲームの製造・販売に関する勉強会），決定加強對日本成人遊戲行業的法規限制；而國際女權組織「現在就平等」（Equality Now）則抗議相關遊戲公司違反人權，給予一大部分的外界壓力。甚至在涼宮春日系列廣受歡迎後，針對日本成人遊戲的目光開始轉移至種種輕小說身上；這使成人遊戲界的環境越趨險惡，往往得要投注更多資源才有可能再次吸引注意。
為了迎接這一挑戰，遊戲廠商除了重視具有「萌」元素的女主角群外，開始加入包括俊美的男性人物、各式各樣的武器設定以及更為華麗的戰鬥場景，加入了部分「熱血」的遊戲劇情。例如2003年由Nitro+推出的《斬魔大聖Demonbane》（斬魔大聖デモンベイン）中，強調主角搭乘著巨大機器人，與邪惡組織作戰的劇情；2005年由propeller發售的《妖人》（あやかしびと），出現了人類與具有宛如妖怪能力的超能力者作戰的故事；2006年由âge開發的《Muv-Luv Alternative》，則是擁有人類駕駛人形機器人與外星生命體交戰的設定。在一般戀愛遊戲中，並不會特別為男主角設定性格與面貌，這使得玩家可以將自己想像成遊戲中的角色；而在絕大多數的成人遊戲，男主角並不會特別經過安排讓人感到驚艷。相對的，這類融合有「熱血」戰鬥劇情的成人遊戲則往往會強調男主角的性格，也藉此吸引女性客戶的目光。
另外環境的改變也迫使許多遊戲廠商改變對成人遊戲的想法，轉而更加強調故事劇情與多媒體的合作。如CandySoft於2003年推出的《跟大姊姊一起做吧！》、2004年推出的《跟大姊姊一起做吧！2》以及2005年推出的《嬌蠻之吻》中，便可以看見遊戲公司從早先強調性描寫，轉往盡可能描寫出女性角色的劇情與設定。之後的《嬌蠻之吻》還改編成為動畫、漫畫、小說等，藉由擴大媒體使用的方式來加以推廣銷售。其他著名的改變還有原先以陵辱類型遊戲的發售為主的Studio Mebius，也於2003年發售了純愛類型的戀愛遊戲《SNOW》，獲得玩家之間的一定迴響。

### 2010年代

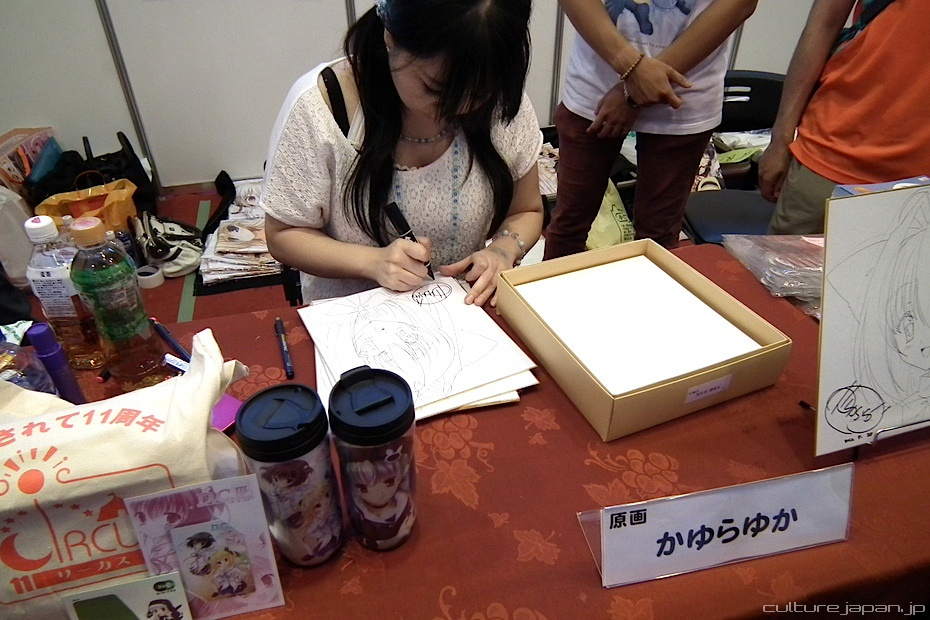
日本成人遊戲品牌CIRCUS的原畫家かゆらゆか在臺北市開拓動漫祭中出席簽畫會

日本成人遊戲雖在2000年代於當地維持一定人氣，但到了2010年代，其於當地的銷售額逐漸下降—— 从2012年的220億日元下降至2016年的170億日元。2015年，élf停止獨立營運，並在最後一部遊戲中感謝玩家27年來的支持。
minori的代表酒井伸和在2013年把成人遊戲的市場縮減歸因於人們的娛樂種類變多及娛樂偏好。他表示Niconico動畫、YouTube、网络游戏等線上娛樂讓人們把較少的心力放在成人遊戲上。而且觀看一季電視動畫要花的時間比玩成人遊戲要短，使得後者跟快餐文化盛行的時代有所衝突。
儘管Valve起初並不看好，但自2014年，Steam上開始有發行商發佈各類的美少女遊戲。《櫻花之靈》等由美國開發商負責開發的美少女遊戲得到了日本開發商的注意。它的成功使得同人社團Neko Works於2014年開始在Steam上發佈成人章节式电子游戏《貓娘樂園》的全年齡版本，並透過外部付費修補程式把成人內容向玩家提供。截至2018年4月，貓娘樂園系列的4部作品總銷量突破200萬部。90%買家來自日本國外，特別是中國大陸和北美。由於Steam平台禁止發行於該平台的遊戲出現成人內容，故HuniePop便帶頭採取先在平台上發佈全年齡版本，再在外部以修補程式提供成人內容的做法。其他發行商之後亦採取這一做法。

## 管制

### 研究狀況
對於是否要為成人遊戲訂定規例來嚴格限制，日本社會各界有著各式各樣的意見。有些是純粹理論上的討論，也有一些以一些案例來作為自身論點的證實，這些理論也時常互相矛盾而難以有共識出現。同時相關遊戲法規的出現，也往往會牽涉到許多方面的交互關聯，對包括一般大眾對於遊戲中近乎犯罪的故事內容的厭惡感、遊戲製作者之間的各種利害關係，以及遊戲愛好者的支持關點等等。
由於成人遊戲產業文化並不如一般的社會文化，甚至與一般的次文化相比也缺少了類似的綜合研究。在這遊戲業界之中，鮮少有社會學者、心理學者與犯罪學者等研究人員出現調查，因此對於成人遊戲會導致何種影響並不能提出一個明確的答案。許多對於成人遊戲正面與反面的影響的論點與辯論便由此而生，且雙方鮮少會有一個完善的意見共識，大多數情況之下這些正反觀點並無法相互映證。而隨著網際網路中社區的逐漸發展，這類研究也開始越趨複雜且更無法有一同的觀點出現。
在日本，有人拿出數據，指出成人遊戲在日本確實有降低強姦犯罪率的作用，他們透過八大工業國的強姦犯罪數據，及日本過去與現在的強姦犯罪數據，來佐證其觀點。
另一方面，許多成人遊戲公司為避免自家出產的18禁遊戲受到大眾輿論的壓力，進而影響到遊戲的銷售數量，因此會對遊戲中關鍵部位的描寫作一定程度上的「自主規制」，對自家的產品內容進行修改處理。這些遊戲廠商的自我規制並沒有任何資料或者理論來限制規範，關於遊戲中有關性描寫的開放所佔的比例程度，全部是由遊戲製作公司轄下的開發團隊主觀的來決定限制範圍。然而如此一來便容易出現在管制內容與針對範圍有所不一，而隨著遊戲開發公司的不同而會有所差異。在很多情況之下，遊戲公司並無法客觀的了解須要限制哪些內容才不會受到大眾的抨擊，因此絕大多數的自主規制只能盡可能假想一般社會大眾所能接受的範圍來實行。為了能解決這一情況，在2004年6月日本經濟產業省的主導之下，決定聯絡计算机软件伦理机构、日本娛樂電子工業協會、映畫倫理委員會、日本映像倫理協會等機構組成映像作品倫理聯絡會議（映像コンテンツ倫理連絡会議）來討論這類遊戲自我規制等問題。

### 管制歷史
自1982年光榮推出了Strawberry Porno系列之後，開始有一連串擁有性內容的遊戲出現。此時成人遊戲業界並沒有任何可以供指引的方針，關於遊戲中對性愛的描寫也全部都是由製作廠商來決定。同時這時期的遊戲其本身主要是主打「幫助情侶性生活」的軟體，而不是單純為了性刺激這類目的所開發的電腦遊戲。但隨著8位元個人電腦（8ビットパソコン）的不斷進步，遊戲市場也開始出現專門為性刺激而出現的電腦遊戲軟體。
在1980年代時期時，有關「成人向」這個概念在社會之中並不存在的；相對的則是直接將含有性描寫的軟體，單純地稱作「H軟體」（エロソフト）。而在銷售販賣方面，遊戲廠商在也沒有設下任何購買年齡的限制。同時絕大多數的成人遊戲皆是於個人電腦上開發，而遊戲遊玩時的運作環境也是在電腦上，為此市場上也開始出現所謂的御宅族或者熱愛者（Enthusiasm）持續追蹤遊戲動態。不過由於這時的電腦的價格大概約等於一個新進公司職員的兩個月工資，且操作上也十分的複雜，因此這些能夠掌握個人電腦的高級操作技術，並且持續不斷為這些電子設備進行投資者被稱作「御宅族」（與現今的御宅族含義有所不同）。1980年代末期，絕大多數的人們將這些成人遊戲定位為另一種媒介的色情產品，因此一些輕率的銷售店家直接將這些軟體「安排在店門口」隨意任人購買，甚至對於青少年的有關購買限制也尚未出現。這一時期的社會上，很大程度上的選擇「刻意忽視」這一類成人遊戲商品。
然而隨著時間的推演，越來越多人對成人遊戲的存在抱持質疑的態度。1986年，dB-SOFT正式發售了《177》，然而該遊戲主要內容中描述有關強姦的故事劇情。其中男主角如果在限制時間之內未能達成條件，將會進入因為犯了強姦罪而被捕的壞結局，反之則是男女雙方結婚的好結局。但這一劇情被部分人士認為是公然挑戰日本刑法第177條的強姦罪和準強姦罪法律條文，在公民黨議員草川昭三以「危害社會」的名義下於日本國會提出，且引起日本國會內熱烈議論。雖然說當時發售的《177》遊戲內容在內容上並沒有特別奇特，但是在電腦遊戲之中含有的「性」的成分也自此開始被世人所熟知，而這次事件也成為之後要求成人遊戲公司自主規制的導火線之一。而在1988年至1989年之間，在日本東京都與埼玉縣地區發生了宮崎勤事件，其中當時媒體大量報導有關犯人宮崎勤的住所以及精神狀況，指稱宮崎勤犯罪的原因是受到生活環境周遭的「兒童色情」書籍與動畫光碟的影響。社會開始對動漫中含有「性傾向」的要素，表現出厭惡以及批判的情緒到達了頂點，特別是直接和性有關的18禁漫畫、動畫與遊戲，這也讓成人遊戲業界自身受到影響。在這段時間內社會也對喜愛ACG作品的御宅族和其所熱愛的作品產生歧視，甚至還爆發了被稱作「有害漫畫騷動」（有害コミック騒動）的聲音。不過到了2005年11月21日時，當時採訪該事件的記者在他的部落格上寫道，實際上有關「兒童色情」的書籍等只是占「極少數」，主要是為了吸引觀眾的閱讀才對事實進行誇大。
隨著時間的推進，當時社會也發現甚至連一般的國中生都能輕易購買遊戲，這使得許多成人遊戲廠商飽受批評。到了1991年在FAIRYTALE發售了《沙織 -美少女們的貴府-》期間，京都府的一名男中學生因偷竊這套成人向遊戲而遭到逮捕，這在後來被稱作「沙織事件」，也因為涉嫌參與的遊戲公司FAIRYTALE和JAST而稱之為「FJ事件」。事件爆發後，群眾們開始出現了「徹底否定成人遊戲」的主張，這類「這樣不乾不淨的東西就是引發偷盜的罪魁禍首」的論點主張與同一時期由手塚治虫以及永井豪等人對成人漫畫所主張的「會對孩子帶來極壞的影響」批判有一定的相似性。同年11月25日，京都府警察對於FAIRYTALE母公司JAST進行了住宅搜查，該遊戲公司社長因「持有販賣猥褻圖畫的目的」而遭到拘捕，這直接引起了許多成人遊戲製作廠商對自家作品的自主規制。作為對於這次事件的處理，1992年日本個人電腦軟件協會（CSAJ）向當時的成人遊戲製作廠商公布了有關「性描寫存在要旨」的說明，要求各家公司此後在發布成人遊戲時必須參照上面的內容。同年7月宮崎縣所改訂的《青少年保護育成條例》之中，指稱GAINAX於1989年推出的《電腦學園》（電脳学園）是違背條例的有害圖書（有害図書）對象之一。這種「將軟體定義為有害圖書」的條立，逼使得GAINAX不滿而向法院上訴，指出將該公司的遊戲判定為有害圖書的理由並不明確，但最後仍於1994年1月24日被判敗訴。
有鑒於種種對於沙織事件所引來的各種批判，有一股呼聲出現要求組織一個自律組織。1992年10月计算机软件伦理机构為此成立，負責管轄對於成人遊戲之中的內容呈現的限制。计算机软件伦理机构最初參考了日本映像倫理協會（NEVA）的規制方法，但由於兩者所關注的對象並不相同，導致大眾對於包括计算机软件伦理机构的規制方法以及其本身的可靠性，都產生了強烈的不信任感。另一方面，1990年發生了Comic Market被禁止使用幕張展覽館的會場事件，Comic Market也開始強制對於加入的成人遊戲公司進行了有關性描寫的自我限制。除了不斷加強要求動漫畫以及遊戲的限制之外，也開始有遊戲公司將「非實寫性描寫的呈現方式」引入成人遊戲之中。
由於计算机软件伦理机构的成立，成人遊戲因此脫離了過去無人管制的時代。最明顯的是要求在遊戲作品的圖像中，需要在生殖器處加上馬賽克，其次是大幅限制有關近親相姦的故事描寫。1996年在瑞典斯德哥爾摩舉辦了「反對兒童色情產業世界大會」，在大會之中對於當時亞洲各國常見的雛妓問題，以及日本社會中出現的兒童色情給與眾多批評。另一方面日本政府在國際輿論之下，宣布將會修訂法律並加強執法效率。這一時期御宅族已經儼然成為一個龐大商機的消費族群，但他們所喜愛具有「動漫風格美少女」卻在一定程度上與性刺激的要素有所重疊；也由於御宅族客戶群的出現，市場也開始對於這類產品越趨寬容。這一時期的成人遊戲，也有很大的比例是由這些具有萌感的角色來作為遊戲之中的女主角。
1999年在眾多議員的支持之下，日本國會通過了《兒童買春、兒童色情關係行為等處罰及兒童保護等相關法律》（児童買春、児童ポルノに係る行為等の処罰及び児童の保護等に関する法律）。在法律條文中提到「兒童色情產品」也包括有「插畫」的部分，但在這一部分引起了業界之間的爭論。到了2002年之後，才修訂法律條文不再將「插畫」納入兒童色情商品之一。2005年4月，野田聖子呼籲應該要組成「成人美少女戀愛模擬遊戲研究小組」來對這一類市場進行研究，但這一主張並沒有引起太多人注目。2006年4月10日，日本電視台轄下的《NNN今日消息》與《NNN News真實新聞》（NNN Newsリアルタイム）報導指出「在動畫與網際網路上所充斥的性暴力資訊，有可能導致以兒童為目標的事件發生」，並接著指出日本警方打算要求改正相關的自制條約。到了2008年，日本兒童基金會（日本ユニセフ協会）指稱社會上所流通動畫影片中，描繪了18歲以上才得以觀看的性愛與虐待等寫實的場景，而在這之中出現的角色多是設定成為一般的兒童或青少年，這也引發了對準兒童色情（準児童ポルノ）的批判。為此日本國會也開始討論是否要將兒童色情的定義更加擴大，藉此來讓包括漫畫、動畫以及遊戲中的虛構角色的設定能接受法律的規範。
2009年時，由ILLUSION公司所製作的凌辱系遊戲《電車之狼》在英國國會上引起爭論，而在紐約市議會中也起大量的批判。到了5月時，基進女性主義組織Equality Now對這些成人遊戲展開示威活動，也成了首次於日本海外對成人遊戲的抗議活動。5月28日，TBS電視台首次報導指出《電車之狼》引起歐美政府乃至國際人權團體的嚴重關注，這也在日本引起了一陣騷動，製作廠商ILLUSION也決定暫時取消《電車之狼》的發售。而在當時各界的壓力之下，计算机软件伦理机构決定自2009年6月2日起開始實施經修改過的審查標準，以全面禁絕凌辱系遊戲的製作與販售計畫。但之後許多成人遊戲公司指其這僅不過是偽造的新聞，因為對於凌辱系遊戲今後的規制方向，计算机软件伦理机构以及其他機構的會員直到2009年6月2日才開始作討論；而在公布消息的當天5月28日時，並沒有任何有關禁止凌辱系遊戲製作與販售的決定出現。這段期間內執政的自由民主黨派人於秋葉原的商店街進行視察，並組織了「性暴力遊戲自主規制研討會」（性暴力ゲームの規制に関する勉強会）來探討以法律規範的可能，其中也有部分人士主張應該對遊戲公司進行懲罰。而在6月時计算机软件伦理机构推出了「有關強姦與性暴力內容遊戲」禁止生產和販售的決議，並對市場之中的成人遊戲進行了更嚴格的審核。有些成人遊戲公司則不再自行開拓海外市場，而只為自家遊戲推出只於日本販售的軟體。也有以minori為首的成人遊戲公司，決定藉由屏蔽了日本以外地區對官方網站的訪問，來作為這次事件的回應。

### 自主審查機制
在沙織事件爆發之後，政府對於成人遊戲的管理越趨嚴格了起來；另一方面在1992年時，作為自主審查組織的计算机软件伦理机构也緊接著成立。然而雖然计算机软件伦理机构最初便是參考了日本映像倫理協會的倫理管制協定，但是相比之下日本映像倫理協會主要負責成人影片的部分，因此其專門適用於寫實影像的倫理方針並不適合以圖片為主體的成人遊戲使用。另一方面由於计算机软件伦理机构並沒有公布組織內部負責審查的員工，同時也沒有公開有關自身的業務內容，甚至還有「協會會為那些給予他們工作員工的公司，提供在審查上的便利性」這類抱持懷疑的意見出現。由於這採用了他家不同機構所使用的規制方法，以及對於自身業務不公開的做法，導致大眾對於包括计算机软件伦理机构的存在以及其本身的可靠性，都產生了強烈的不信任感，而這也連帶影響了同一時期許多大型遊戲公司的信任程度。
而在1999年，日本國會頒布了《兒童買春、兒童色情關係行為等處罰及兒童保護等相關法律》（児童買春、児童ポルノに係る行為等の処罰及び児童の保護等に関する法律）等關於「兒童買春與兒童色情文學」有關的兒童保護法律中，禁止為這些於成人遊戲中的18歲以下男女角色，在遊戲內容裡出現與他們有關的性描寫。在這種情況之下，遊戲公司將原本所使用、可以明確知道絕大多數人仍尚未成年的「高中生」設定，將其更改成為無法了解其年齡的「學園生」一詞。隨後，對於成人遊戲中出現的「不該出現的詞語」（NGワード）這類規定，也隨著時間的推演而逐年越趨嚴格了起來。由於计算机软件伦理机构一直重視與電腦軟體批發公司的合作關係，因此成人遊戲公司或者銷售廠商加盟计算机软件伦理机构，因受到組織內部規制的影響往往無法獲得好處。
2001年，在當時獲得超高人氣的成人遊戲《你所期望的永遠》，计算机软件伦理机构突然以「在畫面上出現了處理不當的問題」為由，要求製作廠商âge回收所銷售出去的遊戲。這次回收事件主要是因為计算机软件伦理机构所採用的不完善審查體制，往常這類型的審查在過程中出現漏洞並非罕見，甚至如這次一般由於規制上的漏洞所引發的回收事件也並不是第一此。然而在這次回收事件中，计算机软件伦理机构仍然繼續對遊戲製作廠商進行懲罰，而沒有給予任何補償或者是補救的措施。最後這些因素，讓對计算机软件伦理机构感到十分不滿以及極大不信任的âge，在事件告了一段落之後便公然宣布退出计算机软件伦理机构。
其中負責協助âge品牌的遊戲販賣發行的銷售公司「HOBIBOX」，於當時找了負責成人影像方面的自主審查組織软件内容协会，並積極推動以讓软件内容协会也開始負責成人遊戲的審查工作。在2003年時，由âge所推出的成人遊戲《Muv-Luv》成了第一款在接受软件内容协会審核後，所銷售出去的成人遊戲產品。當時的软件内容协会與计算机软件伦理机构不同，其擁有比較完善的審查體制和較為寬鬆的規制，主要是在對於過度猥褻的遊戲劇情時進行要求校正。2004年初，來自北海道且旗下擁有數家子公司的大型企業Tech Arts（テックアーツ）宣布加入了软件内容协会；這也帶動不少中小型遊戲製作公司於同一年內相繼加入，成為软件内容协会的會員之一。
隨著软件内容协会也開始負責成人遊戲的審核之後，计算机软件伦理机构立刻對自身的規制進行大幅修改，對於近親性交這類亂倫的故事劇情的限制也開始漸緩。然而如此一來计算机软件伦理机构過去所制定出來的審查標準，便完全失去了存在的意義，同時计算机软件伦理机构這種「唯恐資源外流」的儲備優先策略體制也遭到指責。這種期望能以降低審核的標準來吸引遊戲廠商加入的方式，讓包括玩家以及遊戲製作公司進一步對计算机软件伦理机构失去了信任。

### 亂倫描寫
1980年代成人遊戲剛開始出現時，在遊戲業界之中對於倫理的管制並沒有一個明確的規定，有關亂倫這類題材的遊戲則比比皆是。但到了1991年时，由於沙織事件的爆發使得在成人遊戲產業之間，陸陸續續出現了許多限制有關這類故事描寫的規定。其中的原因之一，也是因為在這次事件中遭到偷竊的18禁遊戲《沙織 -美少女們的貴府-》中除了在性愛場景中並無馬賽克等處理外，遊戲劇情的內容也存在有兄妹以及父女近親性交的故事場景。然而雖然在沙織事件爆發後，日本成人遊戲公司之間很快成立了计算机软件伦理机构以應對當時的輿論壓力，但是计算机软件伦理机构對於加入會員中所規定的有關亂倫描寫的事項，整體上仍是非常地籠統。絕大多數的成人遊戲作品只要在遊戲中沒有過於激烈的描寫，就可以通過這類簡易的倫理審查。例如許多在當時標榜遊戲之中的故事性遠大與性描寫，但是內容中仍擁有有關兄妹亂倫的故事劇情的遊戲仍可以通過计算机软件伦理机构的自主審查，這些包括有1995年由AliceSoft所發行的《夢幻泡影》、1996年由BLACK PACKAGE所推出的《魅惑的調書》（魅惑の調書）以及1997年同樣由AliceSoft所發行的《ATLACH＝NACHA》（アトラク ナクア）。不過相比之下，電腦遊戲軟體倫理機構審查過度的事情也時有發生，比如作為计算机软件伦理机构的創始公司之一的D.O.，該公司於1996年發售的《雑音領域》便被冠上了「兄妹亂倫」的名號；另外於1996年由Leaf所推出、只有故事文字而沒有CG圖片的成人遊戲《雫》，也因為被计算机软件伦理机构歸類為「兄妹亂倫」而成為當時的話題作品。
1998年12月4日，由Aaru所發售的18禁遊戲《心…》（コ・コ・ロ・・・），由於在遊戲當中出現過多的父子、母子、兄妹、姊弟相姦以及性虐待等過度描寫，導致其遭到電腦遊戲軟體倫理機構禁止發售並要求遊戲公司回收產品。但不久之後之後Aaru對《心...》做了些許的改變後再次於遊戲市場上銷售，其中遊戲公司將原本近親亂倫對象的關係，更改成為了彼此是「義理」之上的血緣關係，也就是包括義母、義妹等等的遊戲設定。藉由這種方法來迴避遊戲作品之中禁止「近親亂倫」的故事劇情，成功讓稍加改變過後的《心...》得以通過计算机软件伦理机构的審查，並也為成人遊戲產業帶來了一定程度上的影響。依照日本國內的法律條文所規定，儘管義理上的親屬關係被法律規定為旁系血親中的近親一類，但是有關於禁止近親結婚內容的民法第734條中，日本並沒有對於養子異性的婚姻制定任何相關的規定，因此這種設定並不違反有關公序良俗以及婚姻的基本道德問題。
在尚未修改版本的《心...》遭到電腦遊戲軟體倫理機構禁止販賣的半年後，1999年的6月22日電腦遊戲軟體倫理機構對於自身的倫理規程進行了修改，並將對於近親亂倫描寫的禁止正式定入組織條約之內，這也同時響應了同樣於1999年11月所實施的《兒童買春、兒童色情關係行為等處罰及兒童保護等相關法律》（児童買春、児童ポルノに係る行為等の処罰及び児童の保護等に関する法律）相關條文。在這兩項規定紛紛制定且實施之後，使得成人遊戲中已經不能出現有關於近親亂倫的故事描寫，但是仍有不少成人遊戲則以「義兄妹」、「表兄妹」等設定的形式迴避相關條文的規定。相比之下同樣是有關於近親亂倫的劇情描寫，在成人漫畫以及成人小說中是可以出現的；而在成人影片方面，則是因為受到日本映像倫理協會（NEVA）的規製而遭到禁止。
不久之後，由《電擊G's magazine》所推出的讀者參與計劃（読者参加型ゲーム）《妹妹公主》獲得了成功，並陸續以此為主題改編成包括兩套動畫以及多套遊戲等，這使得在包括動畫、漫畫、遊戲等領域上出現了一股「妹潮」（妹ブーム）。但是在成人遊戲業界因為受到電腦遊戲軟體倫理機構審查的緣故，這種「妹潮」的流行反而十分容易與近親亂倫的血緣關係有所攪混，因此許多遊戲都改以「義妹」這種設定來迎合潮流。然而仍有許多遊戲被電腦遊戲軟體倫理機構視為違背倫理規約而禁止販賣或者被迫刪減內容，例如在1996年由élf所推出的《YU-NO 在這世界盡頭詠唱愛的少女》由於被指稱遊戲內有父女亂倫的劇情，而遭到電腦遊戲軟體倫理機構要求重新販售；但也由於在移植到Microsoft Windows平台的時候於遊戲劇情文字上進行大量的避諱修改，使得遊戲作品在質量上反而不如先前所推出的版本。另外在同一時期，受到色情文學作家以及其他相關人士的影響之下，許多電腦遊戲軟體倫理機構的加盟會員之間要求協會重新制定規約的意見也越來越多。
到了2003年，由於软件内容协会也開始負責了18禁遊戲的審核，同時也不斷批評電腦遊戲軟體倫理機構包括有管理不力、規製過剩等種種有敵意的意見。電腦遊戲軟體倫理機構為了為防止自己的會員轉往加入软件内容协会，開始在內部對於加入公司所出產的商品審查展開了多次的討論。討論最後的結果，電腦遊戲軟體倫理機構決定逐一放寬對各家遊戲廠商的倫理限制，這也使得許多遊戲公司推出了許多過去不敢發表的題材的作品於市面上。例如在2003年由CAGE所推出、故事內容中描寫有兄弟亂倫劇情的《戀愛中的妹妹心情忐忑，想起哥哥便會立即H啊》（戀する妹はせつなくてお兄ちゃんを想うとすぐHしちゃうの），便是是這一時期隨著電腦遊戲軟體倫理機構內部規制改革而推出的遊戲。而在同人遊戲作品之中，也開始出現諸如2004年由Circle Mebius銷售的《夏之燈火》（夏の燈火）等描寫亂倫情節的作品。
到了2004年秋季，電腦遊戲軟體倫理機構再次將其組織的規約重新修改，其中有關近親亂倫描寫的限制被完全解禁，甚至連有關動物戀這類極端的描寫也取消了管制，這時期的著名的作品包括有2004年由九頭龍所銷售的《死妹人形》等作品。到了今日，對於近親亂倫的描寫呈現也開始有各式各樣的方式，除了最常被出現的妹妹以外，有些遊戲還會納入包括姐姐與母親等來作為成為遊戲的題材，這在一定程度上也能確保了成人遊戲的銷售量。而另一方面，當前對於這類型遊戲主要的限制在於角色年齡的問題上，如果角色外貌太過年少的話便也可能被審查機關要求改進或禁止販售。雖然當前日本在與兒童色情相關的條例之中，並沒有將法律所保護的範圍涉及到非真人的動漫角色，但是在一般成人遊戲上仍不會見到一些穿著幼稚園兒童校服或者是背著書包的小孩角色，出現在遊戲中的性描寫內容之內。然而在2008年3月11日時，聯合國兒童基金會、日本兒童基金會以及日本政府宣布開始考慮把包括動畫、漫畫以及遊戲角色，包含在之後預期會訂定的《準兒童色情法》中。

## 製作

### 開發環境
成人遊戲最常見的類型是文字冒險遊戲，主要是由劇本、CG和遊戲程式組成，再加上配音、音樂以及其他映像。在製作遊戲前會先有企劃發起，在這時計劃出遊戲中的世界觀、初期的人物設計等設定，然後再深入發展實際的劇本和CG圖片。
和絕大多數的電腦遊戲一樣，成人遊戲期一開始發展時利用的開發環境為一般的個人電腦。以市面上各種平台上銷售的遊戲來說，開發電腦遊戲仍是較其他平台的電子遊戲更為容易；甚至在經過有效率的經銷後，同人遊戲也是有可能出現熱賣的風潮。也因此，在日本的成人遊戲發展史與其電腦遊戲發展史中，有一大部分是呈現相互重疊的情況。隨著家庭使用的個人電腦運算能力的增強，也使得遊戲廠商開發成人遊戲時更為方便。
一般來說，成人遊戲的程式編寫並不會很深奧，同時也不需要特別的器材。隨著遊戲引擎在開發期間導入「讓成人遊戲等電腦遊戲更為容易開發」的想法，並將這些開發引擎公布出來提供外人使用。著名的免費遊戲製作引擎包括有吉里吉里以及NScripter等，而以這些軟件加以製作的遊戲之中也不乏名作，這讓專案開發的成人遊戲與業餘的同人遊戲其界線漸趨模糊。也有一些遊戲製作公司則自行開發遊戲引擎，這包括Alice Soft所擁有的System3與System4，以及旗下擁有不少成人遊戲公司的Visual Art's所採用的AVG32、RealLive等引擎。
另一方面，對於遊戲之中的呈現技術則是不斷的在演進，且不時有新的技術被投入使用。原因在於一般戀愛遊戲中的玩法框架已大致確定，這讓作為主要客戶群的御宅族開始重視遊戲給玩家的呈現觀感。這也讓有些僅管在遊戲引擎技術上較為缺乏的小型廠商，因為其擁有優秀的繪圖者以及良好的作畫品質，透過遊戲中的呈現而吸引了玩家的遊玩，甚至能與正式的遊戲廠商相互競爭。

### 故事劇情
故事劇情往往是影響成人遊戲銷售量的主要因素之一，因此負責開發企畫的負責人以及負責故事劇情的劇作家便占一定的地位。一般來講通常由企畫案的負責人進行遊戲的大體故事內容，再由劇作家對細部的劇情進行編寫或修改。雖然劇作家的工作本質從早期到今日並無多大差別，但今日有些玩家開始對遊戲劇情極為重視，甚至在2000年時還有雜誌專門訪問這類成人遊戲的劇作家。
一般來說，劇本家除了從普通求職的方式進入這一行業外，也常常有對外挖角或者是本身是從同人界出身。一部作品通常只會由一人擔任主要編劇的劇作家，不過也有如《遙仰凰華》般的遊戲，是由兩位劇本家分開設定兩邊的劇情分岐；或者是額外邀請數人組成劇情小組，共同商討遊戲的劇情走向。而一些較小型的遊戲廠商，則往往會外包給如企劃屋這類專門編寫劇本的公司，或者是自行聘請有經驗的作家擔任主要編劇者。通常劇本的份量由400張A4紙至1000張以上不等，而有時劇本家也會參與程式編寫，藉此自行決定角色在甚麼時候呈現甚麼表情等。

### CG
CG是日本成人遊戲中最主要的構成之一，CG的繪製也是遊戲製作中最昂貴的部分。早期遊戲仍運轉於8位元電腦或16位元電腦時，受到當時技術上的重重限制，往往許多成人遊戲的程式設計師還會一同負責遊戲圖片的製作。這樣的情況直到1989年，動畫製作公司GAINAX的成員赤井孝美、麻宮騎亞及明貴美加自當時負責的成人動畫得到靈感，將他們所繪製的角色加入《電腦學園》（電脳学園）以及《電腦學園2 HIGHWAY BUSTER》（電脳学園2 HIGHWAY BUSTER）之中，改變了當時成人遊戲界的作法。1992年時，elf公司邀請漫畫家竹井正樹為《同級生》製作遊戲圖片；而1993年時，SILKY'S則聘請了同樣是漫畫家的横田守繪製《河原崎家一族》（河原崎家の一族），這兩款遊戲皆為當時玩家引起了轟動。許多漫畫及動畫的平面設計技術因此陸續投入成人遊戲界中，進而提升了日本成人遊戲的作畫水準。1995年，技術更加進步的Windows 95推出市面，其較過去更為高的圖片解析率和更多的顏色使用數，讓當時得成人遊戲一度趨向寫實的真人圖片使用。不過到了今日，許多成人遊戲其圖像採用更偏近漫畫或動畫的呈現方式，並由具專業所長的繪者或者是業餘的同人畫家繪製。
由於使用立體電腦圖形往往能擁有更加現實的角色，使得包括格鬥遊戲以及角色扮演遊戲這類過去常使用二維圖片設計角色的遊戲類別，也開始採用立體圖形以求逼真的效果。不過即使到了今日，二維電腦圖形所繪製的角色仍是日本成人遊戲的主流，不過也有一些遊戲採用了立體技術來協助開發遊戲。使用二維圖片往往會在一定程度上放大角色的臉部與眼睛，而絕大多數情況下包括鼻子以及嘴巴會被簡化或者是省略，這種獨特的畫法也會出現在許多漫畫以及動畫之中。為了能吸引更多的玩家購買遊戲，許多遊戲插畫家開始捨棄過去強調身體部位來引起性興奮的方法，而改以創造出更為年輕且更為可愛的角色，盡可能讓每個角色有如「萌」一字所希望呈現的感覺，而以這種想法來繪製的圖片有時會被稱作萌繪（萌え絵）。
其他之所以成人遊戲使用這類動漫畫風格的圖片的原因，還包括當這些遊戲在進展至性愛內容時，往往是以靜態且連續的圖像呈現。也就是將圖片分組後會發現許多圖像其動作基本上是直接沿用第一張的圖片，而在其上增加其他細部的修改。這種情況之下如果使用仿真圖像的話，往往會讓玩家感到一股違和感；相比之下如果使用動漫風格的圖片便可以解決違和的問題，且可避免玩家一直接觸高畫質的圖像造成眼睛勞累。此外這樣製作圖片時遊戲劇情的CG圖整體上並不需很大的更動，往往只要簡單得更改眼睛以及嘴巴的狀態就能表現各種表情，這也讓遊戲開發商在研發遊戲時能更加方便的進行統整。透過這種可快速生產各式表情的圖片，讓遊戲製造商得以在有限的資源之中，盡可能讓成人遊戲中的角色擁有各式「多樣的表情」來加以呈現。
今日，絕大多數的公司都有自己的原畫家和設計師來開發遊戲，但外包給其他非公司所屬的美術團隊亦十分的常見，通常這類外包給他人繪製的方法往往是一張CG價值約二萬日元左右。而一套遊戲中通常最少會擁有40張左右的背景圖像，以及60張以上的人物CG。

### 聲優配音
相較於繪製成人遊戲圖像的原畫家，負責聲音演出的成人遊戲聲優則較鮮為人知；除非有經手過一些廣受好評的作品，要不然大多是成默默無名的狀況。早先的遊戲鮮少特別為遊戲中的角色配音，在CD-ROM以及大容量的硬碟普及之後，絕大部分的成人遊戲才開始有角色配音。這段時期同時也是电子游戏機導入市場的年代，自1990上半年開始日本成人遊戲大多有聘請聲優進行配音。而為了能將玩家帶入角色的世界之中，主角或玩家視點的角色通常是沒有額外配音。但是處理配音的聲音檔案往往十分耗費時間，這些音源檔案數量少則數千，多則過萬。根據統計如果把處理角色配音的時間和勞力換算成為金錢，平均一個檔案約為數十日圓左右，而整個成人遊戲則總共花費了數十萬日圓的資金在配音身上。
由於專門為電腦遊戲配音的聲優出現，使得日本遊戲業界出現了「第三次聲優浪潮」，同時也出現了數名廣為人知的聲優。1997年9月5日，日本俳優連合與電腦娛樂供應商協會交涉了關於遊戲聲優的權利事宜，日本俳優連合提出了「遊戲配音須支付比資歷級別工資基礎上更高的報酬」以及「遊戲平臺之間移植音聲時須支付第二次使用費」等要求，這些要求另電腦娛樂供應商協會表示無法接受，使得談判一度陷入了的僵局。後來在日本音聲製作者聯盟擔任仲裁之下，雙方終於在1999年2月10日由日本俳優連合作出了讓步，與此同時日本遊戲也導入了分級制度。不過由於許多成人遊戲的製作廠商並沒有加盟電腦娛樂供應商協會，因此這些遊戲公司並不屬於協議的範圍，這使得遊戲分級制度無法完全規範到他們的產品。在日本成人遊戲界中還有一條不成文的規定，遊戲公司給予為該公司轄下成人遊戲配音的聲優的報酬，應該要比其他動畫以及一般向遊戲的報酬還要來得高。例如以Chuable所推出的遊戲《Sweet Robin Girl》的配音聲優為例，4位遊戲女主角的配音報酬是臺詞中頭500句以50000日圓為基礎，之後則以每10句500日圓持續疊加計算。最後這4名聲優為遊戲臺詞分別配了約2500句，一人共計得到15萬日圓左右。
早先許多與聲優的共同合作的協定之中，仍有一些不完善之處。在1990年代中期時，許多簽署合約的聲優往往得在同一遊戲之中扮演各種不同性格的角色，平均來說當時一個遊戲會聘請4名聲優來配音。到了1999年間修訂了行業條約之後，以及另一種新型遊戲主機PlayStation和PlayStation 2的出現，開始讓成人遊戲配音的聲優待遇越加優良。今日絕大多的遊戲會讓1名聲優為其所指定的單一主要角色配音，並另外聘請2名聲優為與主要故事內容無關的配角配音。而這些成人遊戲的聲優有專門只為成人遊戲配音者，也有平時就有為全年齡向動畫、遊戲配音的聲優。
成人遊戲的聲優與一般遊戲一樣，往往不會直接使用真名而是改用藝名來取代。另外也有些人則是會因應不同狀況使用不同的藝名，例如因應各款遊戲的配音而使用不同的假名，並盡量改變音色來讓人弄混；或者是將藝名分成成人向遊戲使用、一般向遊戲使用以及公開場合使用，以免自己的事業發展因為曾替成人遊戲角色配音而遭到阻礙。不過雖然成人遊戲的配音聲優往往有許多藝名，但仍會有些熱愛的粉絲會持續追蹤這些聲優的動向。
儘管如此，絕大多數的聲優仍並不算是特別的有名。其中有些成人遊戲的角色是在網際網路上募集，但這些應職者的缺點在於經驗較不足，平均一人薪資約為6萬日圓左右。不過也有些聲優成功獲得玩家的支持，這些聲優所要求的新資自然比較昂貴，甚至可以超過100萬日圓左右；雖然這些高名氣的聲優有時候會與成人遊戲廠商出現意見不合的情況，但整體來講所呈現的演技較為顯眼，而且往往可以藉此吸引更多買家購買遊戲。
到了2010年時，兩家專門為成人遊戲廠商服務的公司ATELIER PEACH以及YELLOW TAIL陸續創立，這些公司主要主要是負責自家公司的聲優管哩，並為他們安排前往各家遊戲公司配音的企畫案與行程表。而在這之後也有不少同性質的聲優公司相繼成立，成為了一種業界之間的主流方式。然而近年來遊戲公司聘請聲優為成人遊戲配音，往往越來越講求聲優的語音和表達能力；而為了要能夠快速決定提供語音人選，往往會在一定程度上安排具有一定熟練程度的聲優請來配音，例如北都南以及一色光這2名著名的聲優，往往會在一年之內幫50套遊戲配音，而較為不受熱愛的聲優平均一年也會幫30款遊戲錄製聲音。因此，有許多遊戲的配音演員一整年大部分的時間會耗在有關成人遊戲內容的配音上。
而成人遊戲廠商除了聘請聲優為原作遊戲配音外，對於由遊戲延伸出的一般向版本的遊戲以及自遊戲改編而成的動畫，往往也是由遊戲開發公司負責聲優的選擇。一般來講負責經全年齡版移植遊戲和經改編的動畫其聲優大體上可以分成兩種，一是和原作18禁遊戲相比，採取完全不同的聲優組合來進行配音；二則是在宣傳中雖然名稱和作為原作的成人遊戲不同，但實際仍是由同一人擔任延伸作品的配音聲優。其中聲優使用多個藝名常常是因為所屬的事務所所規定的限制等原因，使得在18禁作品和全年齡向作品中使用完全不同的藝名；但一般情況之下，包括遊戲廠商以及聲優所屬的公司並不會承認兩個藝名為同一人，或者會婉轉地將聲線一樣的配音員藝名解釋為說是「失散的兄弟姊妹」。在一些全年齡向的遊戲作品中不乏會有這批聲優受到注目，例如18禁作品時的藝名分別為比留間狂之介與十文字隼人兩人，便成功在全年齡向的遊戲市場中有一席地位。此外亦有在18禁成人遊戲和全年齡向作品中，都統一使用同一藝名的聲優，這些包括曾為成人遊戲《御宅一直線》配過聲音的成瀨未亞與榊原由依；但因為允許聲優使用同一藝名的事務所並不多見，因此這種類型的聲優相比之下十分少見。
依照當前日本成人遊戲所採取的戀愛冒險主流形式，與動畫企畫案的台詞量相比還要來得更多。通常成人遊戲中光是一般的角色，其所需的台詞本大概有兩本由東日本電信電話與西日本電信電話共同出版的黃頁那麼厚；而作為遊戲主要人物的角色群，他們的台詞更是一般角色的1.5倍到2倍。這些台詞本的文字安排與動畫的台詞劇本不同，通常是由遊戲的製作人員將由劇作家決定的台詞，使用打印機進行單面印刷。這些台詞大多是由為角色配音的聲優自行在錄音棚裡配音，與動畫不同的是一般遊戲並不會進行後期錄音的作業（アフレコ）。在錄音時如果配音的聲優發生了失誤，在不影響劇本故事內容的情況之下，為了不影響聲優的演技常常會直接以稍微修改劇本的方式來解決。此外如果與每一集約有30分鐘播放長度的動畫相比，遊戲錄音的工作由於錄音棚的使用租借費用等問題，往往需要短時間內盡可能集中一同進行；在這種情況之下，聲優們一天的工作時間便會持續長達好幾小時，也讓聲優這段期間時間內沒有機會去做其他工作。由於在錄製聲音時往往無法兼顧其他工作，這也使得遊戲製作廠商們十分難以聘請以動畫配音為主的聲優們前來配音。

### 配樂（BGM）
早期日本成人遊戲的遊戲主要是透過遊戲主機硬體中內建的FM音源，呈現出遊戲廠商所搭配的16位元遊戲配樂；因此雖然在當時個人電腦搭配有FM音源晶片是一個重大的技術突破，但是也一直受到當時技術的發展而有所限制。此外早期遊戲配樂也由於受到唯讀記憶體和軟碟容量的限制，使得當時許多遊戲配樂必須將原始的音樂數據資料大量壓縮，才有可能將勉強所有遊戲音樂裝入遊戲中，使得這些遊戲配樂遠遜於原本所錄製的音樂品質。而遊戲所可以擁有的容量大小則往往取決於主機所能負荷的容量，使得當遊戲跨平台推出時往往會因為各個機台的能力而有不一致的音質呈現效果；這也讓當時成人遊戲廠商在將遊戲移植至另一主機平台時，往往得請程式設計師對收錄的音樂數據進行各種調整。也因此製作遊戲配樂者除了要熟悉音樂樂器的使用外，還得具備包括各式主機硬體以及Music Macro Language程式語言的知識。因此許多成人遊戲的開發團隊往往在製做遊戲配樂時，會先依照要運行的主機的性能進行歌曲本身的安排以及歌曲所需容量大小的推估。在這種情況之下，許多遊戲廠商內部都會有專人負責配樂的音效；即使是採用外包給專門從事音樂產業的作曲公司，也通常會安插幾人協助遊戲音樂的製作。這些解決方法讓當時許多由同一家公司出產的成人遊戲作品，往往會有十分相近的風格。這種情況直到1990年代初期開始漸漸改變，因為許多這一時代的作曲家除了擁有對音樂創作的專長外，往往也十分了解包括Music Macro Language的使用方法，這讓越來越多作曲家投入遊戲市場中創作遊戲配樂。
除了熟悉電腦的音樂人才出現之外，在1980年後期CD-ROM的出現讓遊戲配樂外包給他人更為常見。這事件也直接引發遊戲業界自身的自主規制，決定創立成人遊戲行業的自律組織；到了1992年日本成立了電腦軟體倫理機構，負責管制成人遊戲內容的限界。原因在於新出現的CDDA能更加便利的儲存遊戲音樂，並使得這種外包他人製作遊戲音樂的情況持續到今日。而隨著播放音樂的遊戲主機無論是在硬體還是軟體上都獲得快速的發展，且在影音資料的壓縮技術上也不斷的發展，使得這些擁有高音質的遊戲音樂漸漸成為音樂的主流。由於在這一時期推出的CD-ROM擁有比唯讀記憶體和軟碟更大的容量，同時在音樂檔案的數位壓縮技術上也更為優秀，這使得遊戲甚至可以呈現出無明顯的音質變化、採脈衝編碼調變壓縮的高音質遊戲配樂。這些轉變讓對於音源晶片的種類、遊戲硬體的效能以及各種程式語言並不熟悉的作曲家，仍能透過其自身的音樂才華與所擁有的電子樂器，獨自負責企畫案中創作遊戲音樂的部分，並將其儲存且提供給發包的成人遊戲廠商使用。而隨著電腦儲存技術的演進以及各式媒體呈現方式的出現，使得成人遊戲的配樂直接作為動畫歌曲的案例時有所聞。
受此影響，自1990年代末期以後在遊戲業界出現了專門承包遊戲音樂製作的公司。而除了專業人士所組成的遊戲配樂承包公司出現之外，同時在同人遊戲這一領域中也出現不少擁有與商業化的成人作品相同水準的遊戲配樂。今日大部分的成人遊戲公司都沒有自己的音樂製作人員，一般是外包給專門的音樂製作公司製作遊戲音樂。這些小規模的音樂製作團隊擁有著完備的音樂製作設備，同時其工作人員也擁有著音樂方面的才能與專業知識。通常一首背景音樂的使用價格需要花費約2萬日圓，而一部標準成人遊戲通常最少會有二十首遊戲配樂以供劇情使用，而作為遊戲主題曲的音樂價格從5萬日圓至50萬日圓以上不等。一些遊戲中獨特的效果音有時也會先由這些團隊主動製作，之後在販售使用許可給成人遊戲公司使用，其中著名的成人遊戲音樂製作團體包括有I've、ave;new等。此外一些成人遊戲中還會有拿來作為開頭動畫與結尾動畫的影像，這些動畫呈現除了交由成人遊戲製作公司自行製作以外，有時也會額外聘請動畫作家或者是動畫公司來製作，包括著名的新海誠、神月社等都曾為成人遊戲製作影片動畫。
這些音樂製作公司除了製作遊戲配樂外，還會協助成人遊戲公司製作成人遊戲的主題曲，以作為推銷影片時的背景音樂。其中以1999年由Key所推出的成人遊戲《Kanon》的主題曲首次在玩家之中引起巨大的迴響，而負責創作《Kanon》主題曲以及遊戲音樂的音樂製作團體I've，在當時也開始受到人們的注目。藉由協助許多成人遊戲廠商創作遊戲音樂以及為電視動畫創作背景音樂，這使得I've在創作成人遊戲音樂的市場上人氣持續增長。而在2001年，I've更是以Key公司的音樂部門Key Sounds Label作為發售部門，正式於音樂界中發表數首音樂單曲以及專輯。同一時期成人遊戲的遊戲配樂逐漸受到大眾的重視，如於2001年由Nitro+發售的遊戲《吸血殲鬼》便請來曾在NHK紅白歌合戰中出戰的小野正利演唱遊戲主題曲，也因為《吸血殲鬼》其遊戲音樂與主題曲的出色演繹而為遊戲增色不少。另外此時在許多中小型獨立音樂團體中，也有為數不少的女性歌手以及女性作曲者加入成人遊戲的配樂工作。
而由於1990年代的日本音樂界被稱為「金屬樂的冰河期」（タル氷河期），日本社會大眾對於重金屬音樂漸漸不感興趣。許多重金屬音樂樂團的團員以及作曲者為了能夠繼續維持最基本的生活開支，陸陸續續加入了日本電視動畫以及電子遊戲配樂的商業創作。雖然在1990年代以及2000年代的成人遊戲界中，主要的遊戲配樂多是以輕音樂風格為主；不過今日主要創作成人遊戲主題曲的音樂團體以及音樂製作人之中，大多數作者都擁有表演或者創作重金屬音樂的經歷。今日業界之中主題曲時常藉由宛如搖滾樂器表演一般，藉由吉他與爵士鼓的快節奏來表演遊戲主題曲，並常會在間奏中穿插富有旋律感的吉他獨奏，之後再藉由混音的效果呈現出一種具金屬風格的主題歌曲。其中又以成人遊戲製作廠商Nitro+其所開發的遊戲受到注目，原因在於該公司遊戲的許多歌曲與音樂擁有濃厚的重金屬風格，甚至如果直接聆聽這些遊戲音樂的歌唱或者演奏，也讓人難以想像這是為了該公司的成人遊戲而創作的。也由於遊戲曲風中濃厚的重金屬音樂感覺，這使得Nitro+常攻讓眾多原本幾乎與成人遊戲無緣的重金屬音樂愛好者，也成為該遊戲公司的支持群眾之一。另一方面，也有的遊戲製作廠商開始希望能為自家的成人遊戲主題曲，加入曲風更為激烈、節奏更為快速的金屬樂曲，其中也不乏有令人感到膽寒的節奏，或者是令人難以唱出的歌詞等等的音樂作品出現。此外即使是同樣被歸類為金屬風格的曲目，也可能由於歌詞的變化或者是女性歌手的詮釋，轉而展現出類似愛情歌曲的意境，甚至還能夠包含有「萌」這類的要素。這些種種的變化性也讓本來跟字面意義上同樣意思的「日本重金屬樂」，到了今日具有了更加寬泛的定義。
令人無法否定的是由於電腦硬體技術層面的進步，以及聲優與主題歌曲等成人遊戲環節的發展，這些都給成人遊戲製作公司帶來的支出負擔也要比過去相比還要來得多；這也直接導致了在市場上銷售的成人遊戲軟體，在購買的金額上也與過去相比更為高。而隨著2000年以後I've等音樂創作團體的出現與崛起，使得這些為成人遊戲創作遊戲音樂的團體為商業市場帶來了一定的影響。同樣在2000年在I've等音樂創作公司的企劃支持下，許多製作廠商開始在其所銷售的成人遊戲初回特典之中，額外加入了收藏有於遊戲中使用的主題歌曲的CD，這一做法很快便成為了成人遊戲公司其販賣促銷的重要策略之一。然而在不久之後，便開始有批評者對於這種將收錄主題曲的CD作為商業手段的方式，提出了包括「遊戲是否附帶有初回特典將決定遊戲成品的價格？」以及「初回限定版售完，通常版卻無人問津？」等輿論。其中除了音遊戲製作的批次而出現的價格差異外，遊戲軟體與主題曲CD捆綁發售的這種情況往往會讓消費者轉移了一部分注意力，這讓部分玩家對於之後批次的遊戲喪失了興趣。此外由於這類成人遊戲的初回特典其價錢大抵來講平均1套1萬日圓，而且除非是在指定場所購買否則往往難以取得；就某種意義上來說，在這種情況之下甚至比流行歌手所發布的限量專輯「更難取得」。而收錄成人遊戲音樂與主題曲的除了有附在初回特典的收錄樂曲光碟之外，有些知名的遊戲在遊戲廠商的允許之下，還會另外收錄遊戲中的音樂製成音樂專輯進行銷售。這些通常會在Comic Market或者遊戲公司指定的店家銷售，不過與一般專輯相比往往會擁有更少數量以及更短時間的販賣限制。而且在這些專輯銷售完畢後，通常不會在對這一專輯再版販賣。
而在成人遊戲中的遊戲配樂發布之後，往往如同其他一般的遊戲音樂一樣，在經過遊戲公司的授權之下於各電臺作為廣播配樂或者間奏曲進行播放，不過相比之下則鮮少有遊戲主題曲收錄在卡拉OK之中。例如著名的資訊科技公司DWANGO在其轄下電視廣告的背景音樂提供服務，以及電話鈴聲網站下載的服務中便收錄了一些成人遊戲的主題曲作為音樂素材。其中最為著名的合作案例是將2003年由PSYCHO發售的《女巫護士》（巫女みこナース），在2005年3月時提供其主題曲供人下載。而同樣的歌曲也在2005年12月27日，罕見的被第一興商轄下的網路卡拉OK（通信カラオケ）DAM收錄其中。
由於一些成人遊戲展開跨媒體製作後，其內容往往得依據客戶群需求而進行修改，其中最常見的修改處就是刪減有關成人劇情的內容。此外在改編成電視動畫的過程中，往往因為負責動畫與音樂公作的製作團隊會更換，使得包括主題曲的製作會與原先的成人遊戲有所不同。通常負責動畫主題曲的作家，將會在遊戲廠商發包給動畫製作公司後全權由製作團隊決定；在絕大多數的情況下是由動畫公司與遊戲廠商商議後聘請歌手表演，極少的案例仍是由原先製作成人遊戲主題曲的繼續表演。不過也有一些如I've這類著名的音樂與歌手團體參與了改編成動畫的企畫案，如此一來動畫的主題曲通常會由已曾為該款成人遊戲製作音樂得公司負責，而這種情況下通常會起用先前的製作團隊以及歌手進行配樂。

## 產業

### 市場規模
根據2006年9月電腦遊戲軟體倫理機構的調查，日本成人遊戲企業以及相關聯的子公司總計有224家；而到了2005年時，這些遊戲公司的總數量上升到931家之譜。對於市場規模上，依據2004年野村綜合研究所（野村総合研究所）提出的《「御宅族」市場規模估計調查》中，認為在這一著迷於個人電腦遊戲軟體的市場規模應近有14萬人之多，其中在日本經濟支中總計有190億日圓的消費支出，這當中有一部份便是屬於針對成人遊戲與相關媒體的支出。而在2005年時的腦遊戲軟體倫理機構的調查統計指出，這些成人遊戲總計於當年度銷售近約4887100套左右。其中在2003年時，包括個人電腦以及家庭遊戲主機上運行的成人遊戲便約有1100款，單獨計算在電腦上遊玩的成人遊戲則約有600款遊戲。而平均每款遊戲的銷售量只需要販賣出3000套至5000套便可以收回遊戲開發的成本，而依據其熱賣的程度甚至銷售到1萬多套都有可能；而如果包括進行電視動畫等跨媒體合作產品時，成人遊戲所能獲取的經濟利益將更為大。

### 製作公司
截至2009年6月為止，已有233成人遊戲製作公司加盟计算机软件伦理机构成為正式會員。此外，許多遊系品牌也選擇加入了软件内容协会的媒體倫理審查會（メディア倫理委員会），根據統計大約有600家到700家的遊戲品牌加入。而今日成人遊戲界又以Visual Art's與TGL等遊戲公司，完善且有系統地創造了合作品牌（パートナーブランド）系統。這樣的作法可以有利於遊戲的開發，原因在於遊戲公司可有效的提供資金給隸屬於自家公司的品牌，並能協助遊戲開發廠商在開發遊戲以及批發电子游戏時，能夠找到穩定且可靠的合作廠商。而在遊戲業界之中，許多遊戲軟體批發企業或中小型遊戲公司往往會以加入旗下的合作品牌來作為條件，與大型遊戲企業簽署條約，這些小型公司藉由加盟的方式來申請資金援助，進而獲取開發成人遊戲或者推銷產品的成本，因此仍有許多新出現的遊戲公司得以發展自家的遊戲。但是值得注目的是，在每年平均有數10家遊戲企業加入成人遊戲產業的同時，也有幾乎相同數目的遊戲廠商逐漸沒落或解散。
這些製作成人遊戲的遊戲公司其規模有大有小，但如果和負責開發一般家用主機遊戲的廠商比較，其公司規模上大多比後者還要來得小。絕大多數的日本成人遊戲廠商並沒有擁有自己公司所屬的辦公大樓，絕大多是多數公司依照商法被歸類為中小型企業的規模，且遊戲公司遊戲中大約會擁有10來名的開發成員。不過也有些小型的遊戲廠商連法人資格都沒有，且將辦公地點以及遊戲工作室設在公寓裡的公司也不在少數。此外除了少數公司外，絕大多數成人遊戲廠商的工作人員其工作環境以及福利方面十分的惡劣，這在家用主機市場中的遊戲公司也可以看見十分類似的情況。
有些小規模的成人遊戲公司或銷售廠商由於無法只單純靠出產成人遊戲來維持經營，這使得這些遊戲公司不得不做其他工作來籌措資金。這些利用開發遊戲廠商利用開發成人遊戲的間隔時間所做的其他工作，包括為其它中小型企業進行應用軟體的製作以及企業的官方網頁設計，或者為行動電話設計一些迷你遊戲軟體，甚至為商業的樓房出租進行宣傳等外包工作。這些遊戲公司在填寫承包合約的時候，往往連遊戲的品牌也要擺在法人名字前面書寫簽名，為此增加一定的注目度。其他賺取資金的方法還有與他家大型遊戲廠商合作發行成人遊戲，不過在這一情況之下這些成人遊戲通常只會掛上主導的遊戲開發團隊名稱。今日有許多遊戲企劃便是藉由貼牌生產來開發與銷售成人遊戲，也就是由遊戲公司負責開發生產成人遊戲軟體，而由專門的經銷公司負責對大眾的廣告宣傳以及銷售事業。

### 作品規模擴大
早期為了能因應遊戲市場的快速變化，絕大多數的成人遊戲廠商與開發團隊多僅推出小規模的成人遊戲。但是隨著硬體的發展從原先的盒式錄音帶（cassette tape）與軟碟，進展成為更大容量的CD-ROM以及DVD等儲存方式，這也使得成人遊戲業界之中出現了許多的變化。過去單純的以文字場景來表現遊戲劇情的方式已略顯遜色，除了不斷強化遊戲的影音品質外，有些廠商甚至在為自家遊戲投入了新型的立體電腦圖形與卡通渲染（Toon rendering）技術，然而這些舉動也讓遊戲製作的規模不斷擴大。另一方面，為了能夠在許多相同類型的成人遊戲之中顯得特別有趣，以吸引消費者的購買慾望，成人遊戲公司也開始為這些成人遊戲加入宣傳影片、主題曲或者初回特典等各式促銷產品，並藉此來提高一款遊戲所能帶來的附加利益。然而這也讓遊戲廠商在投入這些企畫案製作成人遊戲時，必須為日益演進的製作方式與一系列的推銷方案投入更多的生產成本以及製做的規模增大。對此製造廠商在研發遊戲時往往得審慎評估可能推出的相關產品以及投入的遊戲資金，且這些額外的工作內容也會增加原先就負責遊戲軟體的人員負擔。
到了2000年代，這些因為大容量儲存媒體技術的進步使得規模不斷擴大的成人遊戲，許多成人遊戲陸陸續續為跟上潮流紛紛加入了動畫、配樂、主題曲等要素，然而這些遊戲額外的要素須要專業的技術，使得成人遊戲企業自主製作起來也十分地困難。同時在這些成人遊戲公司擁有這類專業技能者也屬於少數，只有極少數家遊戲公司擁有能夠自己處理包括動畫以及音效這份工作的能力，因此許多半商業化的個體公司化把這些項目承包給其它廠商製作。而一些擁有能力自己製作宣傳用的動畫，為了顧及影片的品質也往往會外包給有專門製作動畫技術的動畫公司。由於遊戲推銷企劃的成功與失敗往往對成人遊戲的銷售數量有直接的影響，進而影響到遊戲所賺取到的商業利益；然而將包括音樂與動畫的業務「外包」給他家公司是必須的，因為要呈現出更優良的效果往往須要這些公司的專業製作技術。也因此不能為了降低成本而輕易的捨棄掉外包他家專業公司的資金，然而這也增加了成人遊戲製作的成本。但如此一來將會使成人遊戲的製作規模擴大以及時間拉長，而成人遊戲廠商所耗費的人力與財力也會因而增加。而這種成本的支出增加，使得一些成人遊戲公司決定提高零售價格將其轉移給消費者。
另一方面，到了今日許多成人遊戲廠商將初回特典遊戲當作販賣企劃案的重要一環。遊戲廠商為了提高銷售業績並擴大影響力，往往會將遊戲動畫、主題曲、附加的台詞語音以及廣播劇製作成為初回特典的附錄。然而隨著這些特典生產成本的增加，許多成人遊戲的銷售量仍無法達到遊戲公司預期的目標，甚至有些遊戲其所得的利潤最後還無法將過去投入的成本金額補回。為了彌補因為附加成本的上升所導致的虧損，許多成人遊戲製作廠商開始希望能透過各種方式補回這些資金的損失，包括將成人遊戲中含有的「性」要素刪除，重新發行全年齡版本的遊戲並轉移植到家用機上，以及販賣如動畫、模型、漫畫等等具有版權的周邊產品，或者推出Fan disc這類擴充內容的光碟，期望能以遊戲品牌為中心積極的在市場上獲取利潤。相對來說，雖然今日許多成人遊戲中主要的成本是開銷在遊戲的台詞、音樂以及主題曲製作，但以現在成人遊戲的發展水準已十分難以捨棄這些額外的成本支出來製作遊戲，因此在成人遊戲在銷售價格上十分難以降低。然而儘管遊戲廠商已盡可能將遊戲投入的成本彌補回來，但受到經濟成長的放緩和銷售時實際的情況等外部影響，許多遊戲公司決定將其遊戲推出的週期延長，以發佈更加優良的作品來獲取利潤。但也有些持續營運多年的遊戲製作公司，因為無法應付這段時期的支出而被迫放棄新作品的開發，企圖尋求更佳的方案彌補成本。

### 品質管理
由於成人遊戲的開發小組其規模相對於其他遊戲廠商仍較為小，因此在遊戲製作上的工程品質管理比較困難。在人力有限的情況之下，許多遊戲開發團隊往往為了盡可能保證品質而被迫一再延遲遊戲的發售日期。而有些成人遊戲則是在發售之後，發現該款遊戲因品質管理上的疏失而有大量的程式錯誤存在，使得遊戲公司在正式發行後還得不斷推出遊戲補丁給與玩家來修補程式錯誤。
近年來隨著網際網路的發展，使得遊戲廠商藉由網路來發布修正補丁的做法得到了普及；不過也因此許多成人遊戲忽視了遊戲質量的方法，開始略顯下滑，同時程式錯誤的方面與過去相比也顯得更多。這些程式錯誤的內容有各式各樣的型式，在一些嚴重錯誤的情況之下，有的遊戲在進行到一半就無法繼續運行，甚至有的遊戲會在安裝過程中反而會先將硬碟裡的內容全部刪除。在擁有嚴重的程式錯誤出現的情況之下，通常成人遊戲廠商就不得不對自家產品進行回收。另外一個與品質管理有相關聯因素的原因，則是在於遊戲開發後到正式銷售間隔十分的短，使得遊戲製作公司無法有效找出程式錯誤等問題。而之所以如此緊湊往往是因為在工作流程管理上出現了疏失，也就是遊戲開發時不斷加入額外的劇本以及畫面，這使得製作的進度與最初企劃案的預想相差太遠。而隨著遊戲企劃案的擴大所導製的日期延遲，使得有些成人遊戲因為這類問題整整晚了1年才推出，甚至也有些遊戲廠商因為無法負荷而宣告停止開發。

### 開發人員
由於成人遊戲公司的開發小組整體來講規模較小，這使得許多廠商和人才其流動性十分的強，並成為了成人遊戲業界最大的特徵之一。在很多情況下由於工作人員的離去，這導致許多遊戲廠商的工作團隊停止推出遊戲甚至是宣告結束。有些是因為公司內部的分化對立，導致這些獨立製作小組不歡而散；也有些是一些較具人氣的插畫家或是劇作家被大型遊戲公司挖走，或者是工作人員自己退社而跳槽至他家公司。甚至是因為工資拖欠等等的問題，導製遊戲公司支持不住而宣告解散。
到了今日，遊戲業界對於工作人員以各種理由來脫離遊戲開發者的情況下較為容許，不再要求工作者必須一直留在原先的工作團隊服務。在一些情況之下，懷有其他想法的開發人員可能為了自己的理想或者是利潤轉往其他地方工作，這些包括有：
- 透過仲介公司來轉移到其他成人遊戲廠商工作。
- 自行尋求相關工作的職缺。
- 改以自身作為領導中心，另外創立一個遊戲開發團隊繼續推出遊戲。
- 成為自由的遊戲產業製作者。
- 除了自身包括插畫，另外尋求其他適合的行業。

也由於在成人遊戲業界之中存在著許多具活力的新興工作人員，許多優秀的原畫以及劇本製作者往往會離開大型遊戲廠商的環境，而成為自由職業的遊戲製作者。特別是一些受到許多玩家歡迎的原畫家，他們希望能在包括一般向的遊戲軟體、遊戲動漫雜誌或者是輕小說插畫等各個方面尋求更好的出路，因此在許多人在跨媒體製作公司的協助之下退出了成人遊戲業界，而這種標榜「自由獨立」製作者的人數也越來越多。這些獨立出來的插畫家與遊戲編劇（ゲームシナリオライター）則往往會協助其他作品的製作，成為一個跨足多個業界的製作者；但也有不少人得立出來之後，因為種種原因反而沒有受到大眾的歡迎，這使得這批人往往就這樣失去了消費者市場。因此在絕大多數的情況之下，為了尋求其他遊戲廠商的委託企劃案，這些製作者往往會積極經營自身的品牌名號，期望能藉此在各個業界占有一席之地。此外在薪資方面，這些獨立出來的工作人員除了是負責接企劃案的製作者，也是自家品牌的高級管理者，因此通常所獲得的金錢便直接是製作者的直接收入。
儘管絕大多數成人遊戲是已開發集團為單位製作，但是更大比例上許多成人遊戲廠商主要是依靠具有知名度的特定專業人才，藉由他們的製作協助以及名聲來吸引消費者的購買。這些成人遊戲的銷售團隊通常會在宣傳時將專屬的製作者品牌打出，這種做法往往能夠有效增加遊戲的買氣。因此當具有高度人氣的專業製作者宣布脫離遊戲公司獨立或者前往其他公司工作時，往往會對原本具有該人才的成人遊戲廠商造成一定的打擊。也時常有當遊戲公司內一名具有名氣的製作人離開公司的時候，許多隸屬於同一家成人遊戲公司的事業夥伴也會相繼離開的情況，甚至可能因為在受歡迎的製作人離去時可能導致公司缺乏主打的招牌，進而影響到該公司自身的存續問題。在這種情況之下，許多玩家也開始對成人遊戲的開發團隊或單獨製作人，越來越注重成人遊戲所呈現給玩家的「品質」。
今日有許多動漫產業，其便是自成人遊戲產業的擴散之下一同發展出來的，這些包括在成人遊戲中占很大部分的背景圖像。由於這些背景圖畫並不像遊戲中的人物插畫一樣須要有很強的吸引力，且不需要十分高強的繪畫技術，但這些背景卻又往往占了遊戲中一大部份的容量。因此相對於交給專門畫「立繪」的原畫家相比，交給擁有在動畫領域上製作背景圖畫經驗的承包公司更加可靠。所以成人遊戲產業發展到今日，大多數遊戲公司便常常是以外包給合作公司的方法來解決。另外在遊戲的音樂部分，隨著1990年代後半時期I've與feel等一批音樂創作團體的出現，許多音樂製作團隊便開始將市場延伸至為遊戲廠商提供遊戲音樂的服務，漸漸取代過去是由成人遊戲公司自家的半專業音樂製作團隊為遊戲錄製聲音的方式。這些音樂創作團體多為中小型的獨立公司，其成員包括有一開始便專門演奏樂器的音樂表演者，或者是出來社會後開始發展音樂的業於高手，甚至還會有一些遊戲製作人加入其中。今日許多主題曲、遊戲配樂以及音效便是由遊戲公司外包給音樂團體，或者是購買由專業音樂開發團體利用他家公司器材製做而成的現成音樂；這也使得近年來成人遊戲的音樂部分，是由該家成人遊戲廠商內部自行製作的比例越趨減少。

### 員工發展
在絕大多數的情況之下，許多成人遊戲業界的製作者們往往也會在各個領域中，試圖參與這類型作品的創作。例如一些人氣非常高的插畫家，他們便往往希望能在其他遊戲軟體、遊戲動漫雜誌或者是輕小說插畫等各個方面工作。許多情況之下這些插畫家便將「幫輕小說繪製插畫」視為一種副業，也有些插畫家因為其所協助繪製的作品成名之後，決定離開成人遊戲公司自行獨立創業。
在許多情況之下，成人遊戲公司的員工往往會期望能像與自身工作相關的業界發展，鮮少會有人決定投入與自身專業無關的工作就職。例如許多負責遊戲人物創作的插畫家就會嘗試轉職成為漫畫家或者是動畫師；如果是成人遊戲的劇本作家就會嘗試從事寫作的小說家、青少年色情文學（ジュブナイルポルノ）創作者或雜誌文章的編輯者，甚至是一般動畫影片的編劇，而一個成人遊戲廠商的員工身兼幾職的情況也並不罕見。而在商業出版方面，許多專門提供給青少年娛樂的輕小說、ACG情報雜誌等出版物以及跨媒體動漫製作的負責人之中，這些人在成名之前往往有投入過成人遊戲產業工作。儘管這些人多已經與成人產業無關，轉往投入其他創作產業繼續發展；甚至還有一些人將過去於成人遊戲介紹中使用的筆名改使用其他稱號，例如《幸運☆星》作者美水鏡、《月詠》原畫師山村洋貴以及《IS〈Infinite Stratos〉》作者弓弦出等人，這一部分的原因在於仍有部分人士無法接受成人遊戲製作的經歷。不過由於其自身於成人遊戲工作的經歷，絕大多數人仍會於萌類型的相關產業上發展。
另外，不少製作者並不喜歡受到開發與銷售廠商對商業創作活動所帶來的種種制約與限制，也些有人無法適應日程管理相對嚴格的商業化製作，或者是認為政府以及他家公司所嚴格管理的版權問題感到多餘，因此有一些製作者會轉往同人市場發展。這些原本為成人遊戲廠商工作的員工，在跨入同人市場後往往會在該領域中吸引一定的人氣。這些人有時候還會被冠上「職業同人」（プロ同人）的稱號，他們通常會於Comic Market、各種同人活動以及各大同人商店（同人ショップ）等地，藉由代理銷售（委託販売）的方式來販售自己推出的同人誌與同人遊戲等商品。

### 跨媒體製作
今日的成人遊戲產業已不像過去般只著重於遊戲軟體的製作，反而越來越趨向版權企業的發展，越來越重視遊戲與其他媒體之間的跨媒體製作。常常可以見到當一個成人遊戲推出時，往往還會伴隨著許多相關產品的製作，這些包括：
- 將成人遊戲移植成為一般消費者皆能遊玩的電子遊戲。
- 改編成為動畫作品。
- 推出相關的小說。
- 改編成為漫畫。
- 推出遊戲角色的交換卡片（Trading Card）以及規畫其他商品的銷售計畫。

早期的成人遊戲公司鮮少會將自家遊戲的著作權提供給他人，這使得當時的成人遊戲極少會有跨媒體合作的案例。隨著遊戲公司為了能夠在商業市場上獲取更多利潤，以籌措更多資金來繼續開發成人遊戲；這使得許多製作廠商提供了版權給願意合作的公司，藉此推出相關商品來獲得更多資金。跨媒體的製作除了讓遊戲廠商擴大了自家遊戲的品牌普及率，同時原先只是協助遊戲公司製作遊戲配樂的音樂團體，以及幫助遊戲推出的銷售公司皆能因此獲得一定利益。也因此鮮少有公司在面對跨媒體合作的邀請時，會斷然拒絕這一商機。
此外，與許多成人遊戲息息相關的插畫家在跨媒體製作製作時也往往會有一定地位。他們除了負責當成人遊戲移植到一般向遊戲時的負責人之外，同時也要監督其他關聯商品的品質。遊戲廠商在擴大自家產品所跨足的市場時，通常會先考慮可能會獲取到的利益金額。然而雖然這些跨媒體的產品製作與販售上通常不會十分困難，但是仍要確保各家合作廠商推出產品的品質，而這就得要透過遊戲製作公司與周圍合作企業之間的聯絡。
隨著這類跨媒體合作越趨普及，這對於擁有高人氣原畫創作者協助開發的成人遊戲十分有利。原因在於許多玩家是以原畫師做為購買遊戲相關產品的依據，因為他們認為這些插畫家協助遊戲的創作往往代表該款遊戲有一定的高水準；相對而言，遊戲公司也能藉由聘請這些插畫家來創作遊戲，來讓這些遊戲在跨媒體推出時能夠有一定的人氣與買氣。這使得絕大多數的跨媒體企畫案多是在遊戲正式發售前便開始積極溝通與聯絡，在遊戲推出之於適當時間發布跨媒體合作的消息。不過也有些成人遊戲早在發售之前，便提早公布即將跨媒體合作的項目，藉此在遊戲推出時能夠增加大眾的注目程度。

## 移植

### 其他主機
在家用遊戲主機（コンシューマーゲーム機）的市場之中，原則上是禁止遊戲開發廠商推出有關性描寫的遊戲。這方針的訂立在1980年，這一時期由任天堂所開發的FC遊戲機成為了當時市面上大受歡迎的遊戲主機，當時擔任任天堂總裁的山內溥要求所有於FC遊戲機遊樂的遊戲都得要經過授權，這讓當時許多主要發行稱作「裡軟體」的第三方提供商（サードパーティー）無法於FC遊戲機市場上發行，藉此讓這些遊戲公司無法加以發展。因此許多在個人電腦有開發並銷售成人遊戲的廠商，為了迎合任天堂的基本管理政策以避免無法繼續於FC遊戲機市場上發展，包括光榮以及艾尼克斯等公司都為此放棄了成人遊戲的開發。在全盛時期的任天堂為了能加強對其他遊戲廠商的影響力，把「不含成人要素」這一項作為了當其他遊戲製作公司要加盟任天堂企業時的要件之一；相對於在尚未發展完全的個人電腦上持續發展成人遊戲，許多遊戲廠商決定放棄成人遊戲的研發，以開拓已經十分成熟的FC遊戲機的市場。
之後作為FC遊戲機的後繼機種超級任天堂，以及另外推出的攜帶式電子遊戲主機Game Boy，在遊戲畫面的呈現上較過去更加進步，不過對於成人遊戲的限制仍未解除。根據《遊戲批評》（ゲーム批評）雜誌訪問山內溥的報導指出，山內溥認為如果允許美少女遊戲於家用電子主機推出，將會導致任天堂在其市場上的商品整體素質降低；這一時期中，任天堂也沒有開放對於Game Boy主機上的遊戲方針。不過隨然這一時期移植到家用遊戲主機的成人遊戲，遊戲廠商多會自動刪剪18禁的內容，然而仍然出現了一款於超級任天堂上遊玩的《SM調教師瞳》。這款由西武企劃所發售的遊戲實際上不是超級任天堂所承認推出的作品，而是西武企劃自行購買超級任天堂規格的遊戲卡匣，在經過內容的改造之後進行銷售。隨然任天堂公司曾對西武企劃發出警告，西武企劃則解釋說這一行為如同「購買一輛規格內的汽車後，經改造並轉售是合法」。
另一方面，開發出另一款家用遊戲主機PC Engine的NEC Home Electronic（日本電気ホームエレクトロニクス），其態度卻與任天堂公司持完全相反的意見，日本電氣對任天堂提出了「既然你只賣硬體，就不要過問軟體」的質疑。在這種想法之下由日本電氣所開發的遊戲主機PC-FX，要求開發的遊戲公司只要能避免過度激情的性描寫，且在「X指定」（X rating）的限制基礎上，日本電氣便會認同電腦成人遊戲移植於PC-FX主機上。其中移植的遊戲包括有1996年在NEC Avenue（NECアベニュー）協助之下發售的《同級生2》，以及1996年由Cocktail Soft所推出的《歡迎來到Pia Carrot!!》等遊戲作品。這些遊戲絕大多數都有於日本電氣所推出的PC-98發行，並多在NEC Home Electronic的協助之下自電腦轉移至PC-FX主機上。
而在之後取代任天堂的即為索尼電腦娛樂公司，該公司所推出的第五世代電子遊樂器PlayStation成功吸引了消費者的目光，並取代了任天堂公司的領導地位。然而索尼電腦娛樂為了也能夠有效控制和掌握第三方提供商，因此仍如同任天堂一般採取嚴格的遊戲限制。

### 一般向（全年龄向）遊戲
1990年代開始，市場上開始出現將成人遊戲移植到他家機臺的風潮，許多硬體廠商如同NEC Home Electronic一般協助遊戲廠商將成人遊戲移植至自家遊戲主機上。在這其中，世嘉公司抱持著與日本電氣相同的態度，對於成人遊戲沒有進行嚴格且徹底的限制。世嘉公司要求遊戲公司在按照「X指定」的情況下，將18禁遊戲中的性描述比例降低後便可於SEGA Saturn上運作。例如1996年由élf推出的《野野村病院的人們》（野々村病院の人々），以及稍早之前的《同級生》與《下級生》等遊戲都成功在SEGA Saturn平台上銷售；這些遊戲在18禁內容上已極為的薄弱，而遊戲評級則多為「18歲以上推薦」。儘管當時日本處於泡沫經濟的時期，但根據當年度《Fami通》的統計《野野村病院的人們》賣出了32萬套，以《同級生if》為遊戲標題的《同級生》移植版本和《下級生》也分別有近25萬和22萬的不錯銷售量。不過也有不少人批評認為所謂的「X指定」不過只是將脫衣麻將和電腦版本成人遊戲中的「18禁」概念移植過來，因此這一限制級別實際上並沒有任何特別的改變。不過許多成人遊戲公司將其所移植作品上，標示了「18歲以上推薦」這樣的字眼。
雖然與世嘉公司所推出的SEGA Saturn相互競爭，最後仍由索尼電腦娛樂的PlayStation贏得了市場上的歡迎。為了能夠有效控製遊戲市場，索尼電腦娛樂對於遊戲中所存在的CG圖片描寫有著十分嚴格的規定，甚至有「SONY Check」（ソニーチェック）的稱呼。在種種嚴格的索尼公司規定之下，因此在早期的PlayStation市場上幾乎沒有進行過成人遊戲的移植。這種情況直到1997年由帕布雷斯特發行的《同級生2》成功跨入PlayStation市場，原因在於移植過後的遊戲內容不存在任何有關性方面的描寫，因此得以完全通過索尼電腦娛樂的審核，成為第一款原作為18禁遊戲而成功移植到PlayStation平台上的遊戲。之後在1999年由AQUAPLUS發行的《To Heart》跟隨這一案例，也成功轉移到PlayStation遊戲平台上發售。隨後在索尼電腦娛樂推出後繼機款PlayStation 2之後，這些等在市場上大受歡迎的成人遊戲作品，也紛紛移植至PlayStation 2運行；而所有移植到PlayStation與PlayStation 2的作品，遊戲公司會修正故事內容之中全部的性描寫，使之成為一般的美少女遊戲或者是少女遊戲等。
到了PlayStation 2為主流的時代時，有一大部分刪除了部分遊戲內容以移植到PlayStation 2的成人遊戲作品，往往會另外為遊戲加上副標題，或者是直接更改遊戲的標題讓消費者得以作區別。在索尼電腦娛樂做出讓步稍微讓相關規定放寬的時期，除了有關「原作遊戲和移植後的遊戲不能使用相同標題」不成文的規定被制定出來外，許多移植過後的遊戲在遊戲封面也漸漸不再提及原本製作的成人遊戲公司名稱，而是直接在封面後方標示上協助移植的遊戲廠商。
雖然過去仍有些遊戲在移植至PlayStation時，並沒有另外更改遊戲的名稱；但是到了今日，許多原先在Microsoft Windows為作業平台的成人遊戲都是在更改遊戲名稱之後，才於PlayStation 2的平台之上銷售。但到了今日只有極少數成人遊戲公司宣布要將自家作品移植到PlayStation 2的後繼機型PlayStation 3上，例如Leaf推出的《白色相簿 冬日回憶》以及GN Software推出的《涼風的消散 -days in the senctuary-》（涼風のメルト -days in the senctuary-）等便有移植到PlayStation 3上的計畫，然而與已不在式嶄新的遊戲主機的PlayStation 2相比並不算熱絡。即使到了PlayStation 3逐漸成為主流的今日，成人遊戲所移植的一般向版本仍主要是以PlayStation 2為遊戲平台，除了從個人電腦平台轉移至PlayStation 2的技術已較成熟之外，在移植到PlayStation 3時受到遊戲主機所要求的高畫質呈現的影響，將讓遊戲公司在移植遊戲時需要花費更高金額的資金來作為移植成本。不過與PlayStation 3遊戲主機上少數的移植遊戲相比，許多遊戲公司反而看上了PlayStation Portable以及微軟的Xbox 360市場上的商機，陸陸續續為這些遊戲主機推出移植的遊戲。
就在PlayStation 2成為遊戲市場主流的同時，世嘉公司則推出了DREAMCAST來做因應。同一時期，負責對遊戲進行年齡分組以提供消費者選擇的電腦娛樂分級機構也成立。在這情況之下遊戲的移植稍受到影響，許多移植過後的遊戲必須受到電腦娛樂分級機構的管制才得以發行。雖然這對索尼電腦娛樂來講沒有重大的影響，但仍降低了遊戲廠商將自家遊戲移植到DREAMCAST的意願，最後使得世嘉公司取消了DREAMCAST的生產線。不過雖然DREAMCAST停止了生產，仍然有一些遊戲公司願意於DREAMCAST上發售從Microsoft Windows移植的電腦遊戲。

### 移植與逆移植
通常最常見到的情況式遊戲公司將原本於Microsoft Windows上運作的成人遊戲，經過一點刪減之後成為一般向的遊戲，並於其他遊戲主機上遊玩，這一程序被稱作「移植」。但也有將這一順序相反過來，將原本是於家用主機或者是全年齡向的遊戲，經過移植成為了可在電腦中遊玩的遊戲軟體，這一程序則被稱為「逆移植」。雖然有些遊戲只是藉由在軟體上添加的仿真器，模擬原先硬體的環境來運作遊戲的「假移植」；不過絕大多數是採取完全徹底移植的方式，有一部分的遊戲甚至還會添加原本所沒有的18禁內容。而這一移植到Microsoft Windows作業平台上的作法，在一些街機遊戲中也常常可以看見。
這些逆移植的遊戲例如Princess Soft於2003年1月24日所銷售、自PlayStation 2遊戲平台上移植的《夏色的砂時計》，以及AQUAPLUS同樣自PlayStation 2遊戲平台上移植的《ToHeart2》等。雖然一部份的遊戲會如同《夏色的砂時計》一般，在加上新劇情之後便在Microsoft Windows市場上發布。不過也有像《ToHeart2》一般，在Leaf的主導之下分別於2005年12月22日和2008年2月29日分別發布了逆移植的《ToHeart2 XRATED》以及《Toheart2 AnotherDays》等，而這兩款遊戲便是作為Microsoft Windows平台上的成人遊戲發售。
為了讓這些經過移植的遊戲能繼續吸引玩家和愛好者，許多遊戲公司無論是在移植到一般家用主機或者是逆移植到個人電腦時，都會為移植的遊戲添加新角色以及新劇情；而在這之中由於電腦版本的設限較為寬容，因此有些逆移植的遊戲還會加上18禁的性描寫要素。例如在《初音島II》之中，原本屬於電腦遊戲軟體的《初音島II》在移植至PlayStation 2時，便添加了新的遊戲劇情以及新的遊戲角色。然而這些新添加的角色以及劇情由於受到玩家的歡迎，使得遊戲公司推出新的Microsoft Windows版本時又將這些要素加入。許多遊戲便像由於這樣不斷為個人電腦與家用遊戲主機上推出新版本，使得遊戲系列中不斷加入了新角色以及劇情，最後成為一個龐大的遊戲世界。
雖然對於遊戲移植的限制漸趨寬容，但是原則上許多家用主機市場仍拒絕成人遊戲的加入。這讓一些如同AliceSoft一般的成人遊戲公司往往其自家遊戲無法跨入家用主機，原因便是在於其絕大部分遊戲的劇情主幹便是圍繞著性要素展開的；因此如果將成人內容刪除之後，往往就無法友一個完整的遊戲得以提供給玩家。今日的家用主機市場之中，禁止有對於包括性愛、強姦以及凌辱等具有性內容的遊戲加入；另外如果遊戲之中出現如人身買賣、毒品的使用等違背社會倫理的劇情也往往被禁止於市場中銷售。

## 跨媒體合作

### 動畫
自1990年代以來一直有成人遊戲以OVA的形式推出動畫，這些從遊戲改編而成的OVA多是以性描寫為重點，而原作遊戲的劇情內容則常常被視為其次。然而早期的改編動畫並沒有受到大眾的注目，僅有一些如1994年由Pink Pineapple推出的《同級生 夏天的盡頭》擁有了一定的銷售成績。就如同許多早期的成人遊戲在移植到家用主機時，也往往殘留著不少18禁的內容一般，但也因此被映畫倫理委員會評定動畫內容為15禁或者18禁的動畫。由於這些成人動畫或OVA也被視作成人影片的一種類型，使得這些影片不可能在電視上播放，因此當時絕大部分改編的動畫多只能於影碟出租店裡找到。
這種情況直到1997年才有所改變，Pink Pineapple所推出的《elf版 下級生 〜只要看著你〜》在製作時便分出了存在有性描寫的15禁指定版，以及全年齡皆可觀看的一般向兩種版本。而在1996年曾推出限制級OVA版本的《同級生2》，則在1998年時將原本OVA版本中的18禁情景刪去並加入一些新劇情，成了最初於地面電視播放的改編成人遊戲與OVA的電視動畫。改編動畫在1998年的7月至8月之間於電視上播放，然而並沒有受到觀眾特別的重視。
而第一部一開始便以全年齡觀眾為對象、自成人遊戲改編成動畫的企劃案則是在《Night Walker -黑夜中的偵探-》（Night Walker -真夜中の探偵-）改編成動畫時，當時是由已經有播放過《同級生2》經驗的東京電視台所負責。到了1999年所放送的《To Heart》引起了許多玩家的關注，其中該動畫作品的內容則是參考PlayStation移植版本的《To Heart》，而不是個人電腦版本中的18禁版本作品。《To Heart》的成功除了意味著越來越多成人遊戲轉往美少女遊戲，越來越重視遊戲的劇情而不是對於性愛的描寫，而也有越來越多的美少女遊戲改編成為電視動畫。這些由成人遊戲改編的動畫多是由全國獨立UHF放送協議會的UHF動畫（UHFアニメ）、全國放送（全国放送）的WOWOW與TBS電視台的BS-TBS等電視台播放，原因在於這些機構對於動畫播放的限制比較寬鬆。比較特別的有2002年播放的《Kanon》，則是由隸屬於核心局的東映動畫所負責。
在這之後自成人遊戲改編的動畫開始年年增加，其中在2002年時有2部、2003年時有7部，到了2004年時則上升到11部並穩定了下來。其中在2002年時，第一部改編劇場版的動畫為F&C於2001年推出的《歡迎來到Pia Carrot!!3 -沙耶香的戀物語-》（Pia♥キャロットへようこそ!! -さやかの恋物語-）；之後在2005年時，由Key於2000年所推出的《AIR》也發行了動畫電影。將遊戲改編成動畫電影整體上較改編成動畫所需花費的時間更多，但動畫公司主要還是將成人遊戲中的18禁劇情刪去。2005年，在一系列自成人遊戲改編的動畫之中，第一部由BL遊戲改編的動畫為SOFTPAL於2000年推出的《喜歡就是喜歡》，該作品由UHF動畫負責播放。在這之後有不少BL遊戲陸陸續續改編成為動畫，但是絕大多數這類型遊戲並不會有大規模的跨媒體組合。
今日有越來越多成人遊戲公司決定將自家作品，經過改編之後成為電視動畫播放；同時許多遊戲公司也展開多項的銷售計畫，就期望能夠如同移植到家用主機的一般向遊戲一般，能夠在市場上吸引更多的玩家以及愛好者。許多動畫製作公司便會在這些成人遊戲移植到家用主機時，從中篩選出能夠作為動畫素材的人氣作品。而另一方面了一些小規模的成人遊戲公司較不受影響外，許多成人遊戲開發廠商的自家產品其預算不斷向上增長，這主要是因為無論是在遊戲背景、遊戲劇情以及遊戲角色上都越趨越多，使得相對應的成本也節節上升。遊戲公司在相互比較之下往往不能將這些成本降低，因此只能尋求其他可靠的管道來提高遊戲的收益，而主要的方法便是利用遊戲的品牌推出相關產品。這讓遊戲產業與動畫產業彼此相互合作，藉此來尋求對自身有利的商業機會。其中亦有不少成人遊戲是和動畫版本同時期共同企劃，如《桃華月憚》其動畫版的播放甚至還比遊戲發售日更早。
通常已發展成為動畫的作品，其遊戲的知名度會跟著上升，特別例子則有如《School Days》因內容問題而臨時被迫停播，同一時段的節目則更改成為「風景節目」。這件事讓海外網站4chan對於節目中的評論稱為「Nice boat」，而當年度之中「Nice boat」一字突然成為廣受流行的網路用語，甚至在以全家庭為對象的節目《Toro Station》（トロ・ステーション）中出現。另一方面，有關凌辱系等類型以性愛內容為主的遊戲其所推出的動畫作品，這類作品是不可能於電視频道上播放，因此往往會將其定調成為成人OVA，從而在碟出租市場中建立起一定規模的市場。另外還有極少數的成人遊戲被改編成為實景（Live action）的成人影片，例如1999年由Mink推出的《夜勤病棟》以及2003年由LiLiTH推出的《對魔忍淺蔥》（対魔忍アサギ）等。

### 其他
不少成人遊戲也有將其作品改編成為小說並出版發售，其中絕大部分會將其改編成為「少年色情小說」（ジュブナイルポルノ）這類型的官能小說，這些小說在內容上仍保留絕大部分原本作品的內容。另一方面，也有將遊戲故事中的性愛描述全部刪去，在加入一些全新的內容後成為全年齡向的輕小說，例如由Jive出版公司所推出的「JIVE CHARACTER NOVELS」系列便是這類由成人遊戲改編成為輕小說的例子。一般來講，少年色情小說無論是在劇本還是插畫上，大都會直接起用開發遊戲的工作人員，在很多情況之下小說內的插畫多是遊戲中的CG圖片；而如果改編成為輕小說的話，則往往會改用隸屬於該家出版社的年輕作家以及插畫家。因此許多成人遊戲經過輕小說化改編過後的作品，極有可能會與原本的遊戲內容與呈現有著極大的出入。
另外有些成人遊戲還會聘請漫畫家來繪製具有遊戲內容的漫畫，這往往是遊戲製作廠商在準備展開電視動畫化的企畫時，先讓相關漫畫出現在市場上，以調查玩家與愛好者之間的動向與想法而製作。另外一種可能則是成人遊戲公司透過於雜誌上刊載的遊戲漫畫的推出，一方面藉此來加強與雜誌媒體之間的聯繫關係，另一方面也能增加自家遊戲產品於市場上的曝光度。在絕大多數的情況之下，負責繪製漫畫的創作者是由遊戲開發團隊所挑選聘請的，不過也有一些少數的例子中是由當初製作遊戲時，便加入開發團隊進行CG圖片繪製的原畫家所負責。不過由於分別受到成人遊戲廠商的影響、遊戲漫畫創作者的能力以及刊載媒體所能提供的篇幅等種種因素，許多自遊戲改編而成的漫畫作品並不會完全仿照遊戲的故事內容。相反的，往往會另外加上一些全新的內容、設定或者背景資料。因此在很多情況之下玩家與愛好者會將遊戲視為故事劇情的「本傳」，而將漫畫出版刊物作為遊戲世界中發生的「外傳」或者「另一種可能」。
其他的跨媒體合作還有如在2005年1月時，由Visual Art's、AQUAPLUS、Leaf、Champion Software、Alice Soft、TYPE-MOON、August、Navel、Windmill與Nitro+等成人遊戲公司，利用各自推出的遊戲角色所合同企劃的交換卡片遊戲Lycee。